# Білецький Володимир Стефанович

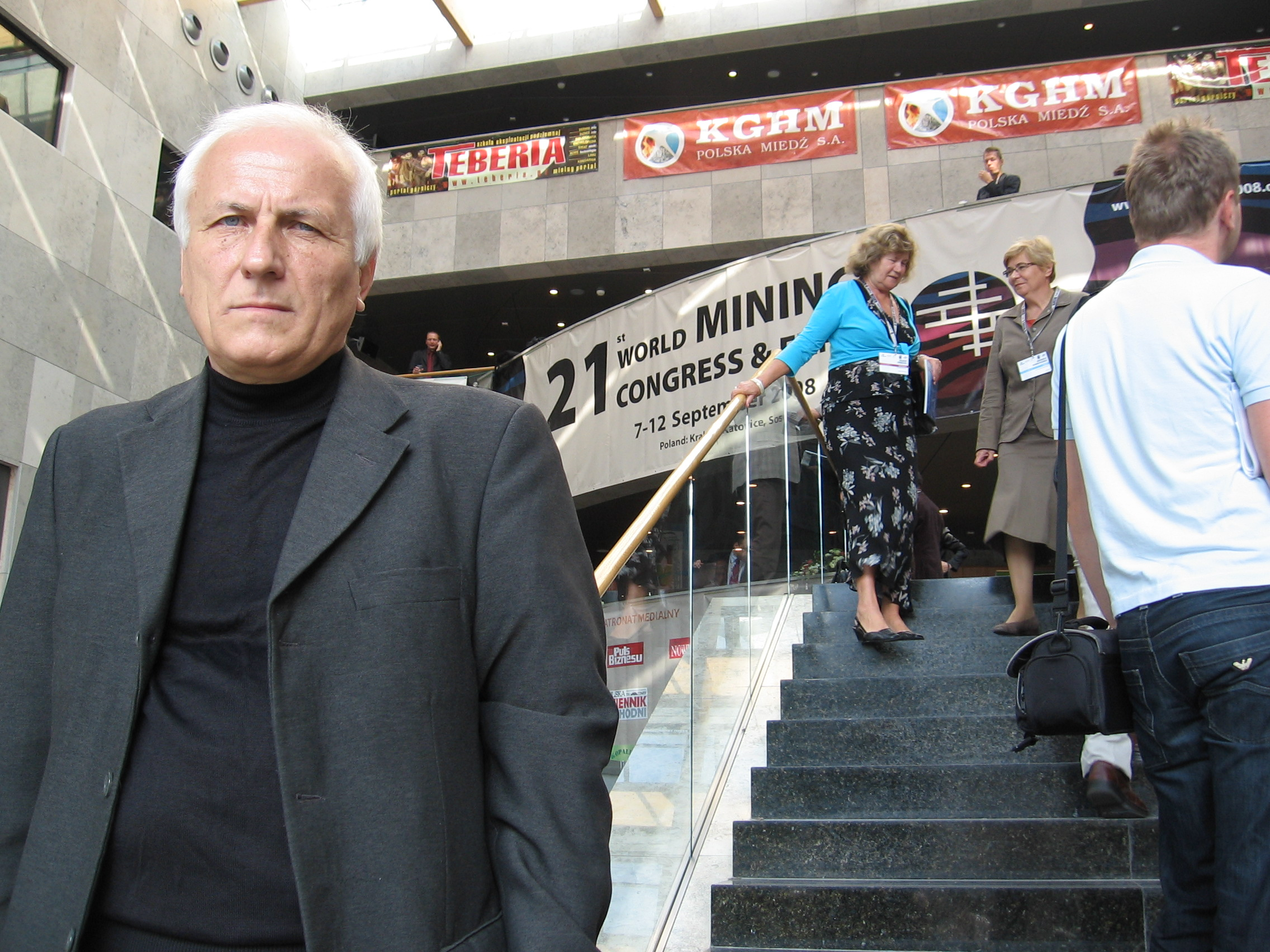
21-й Світовий гірничий конгрес, 2008 рік, Польща, Краків

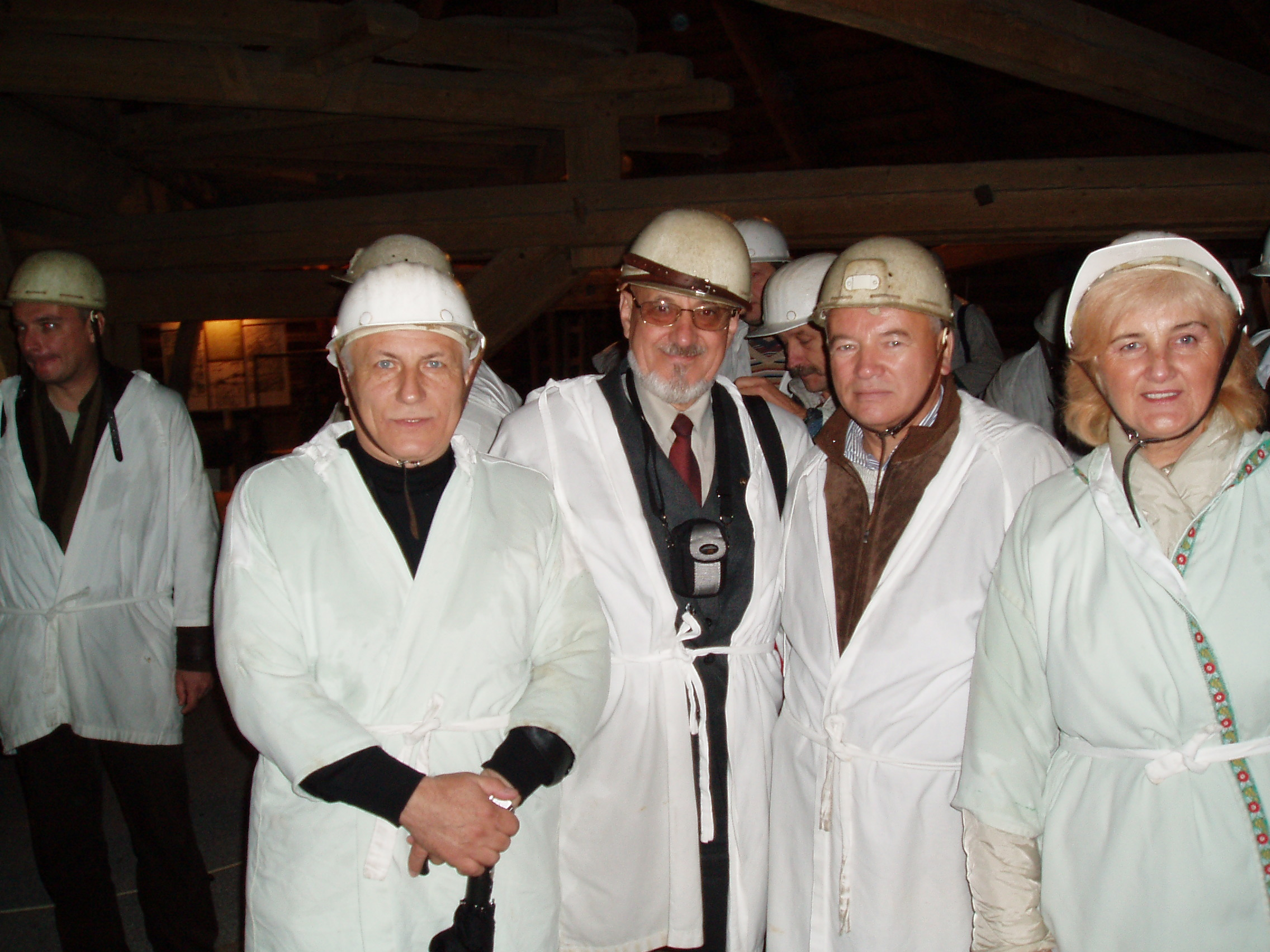
На срібловидобувній шахті Кутна Гора. Чехія. 2005 р.

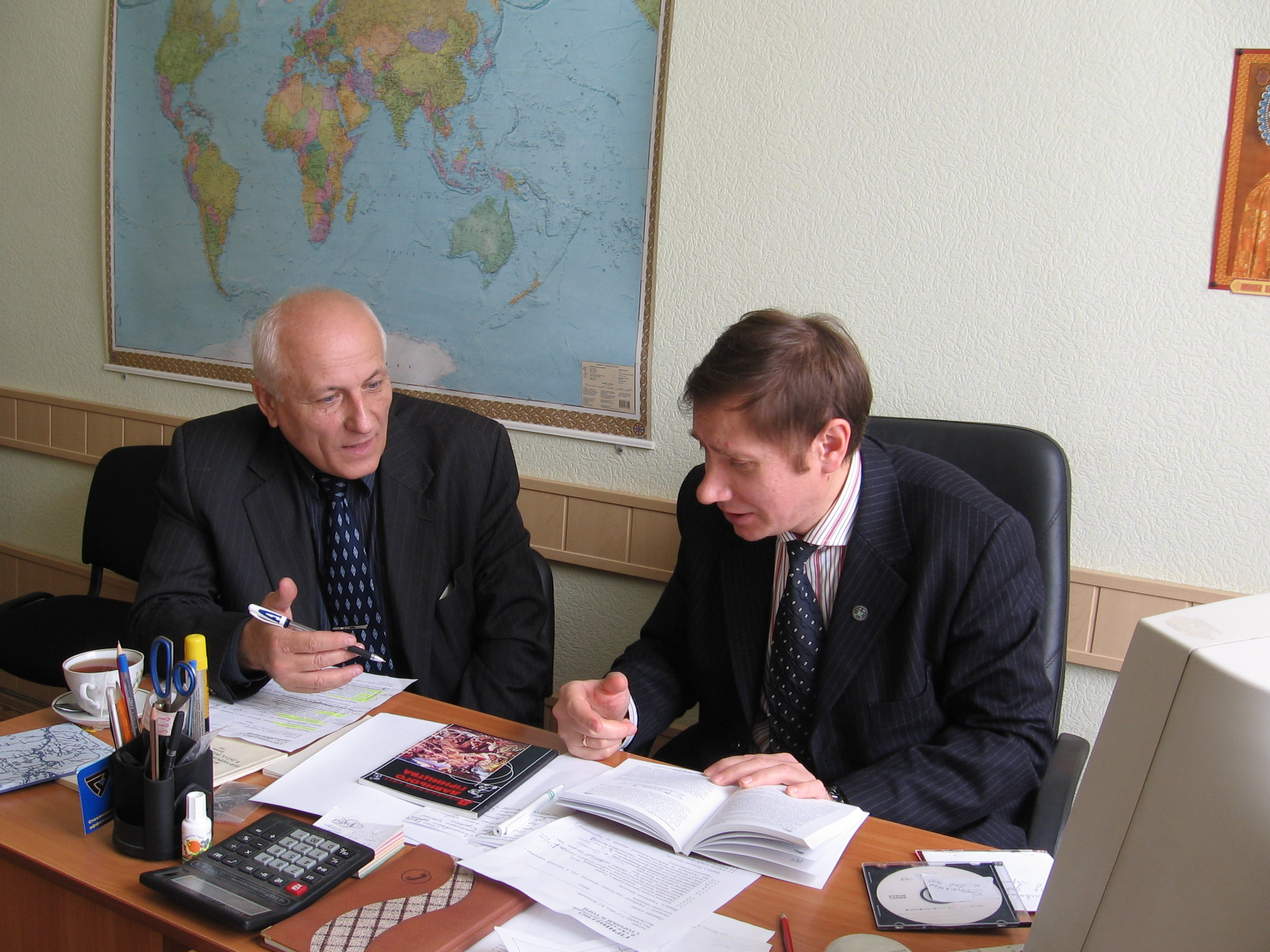
Професор Гайко Г. І. і професор Білецький В. С. Алчевськ, Донбаський державний технічний університет, Донбас, Україна, 2012 р.

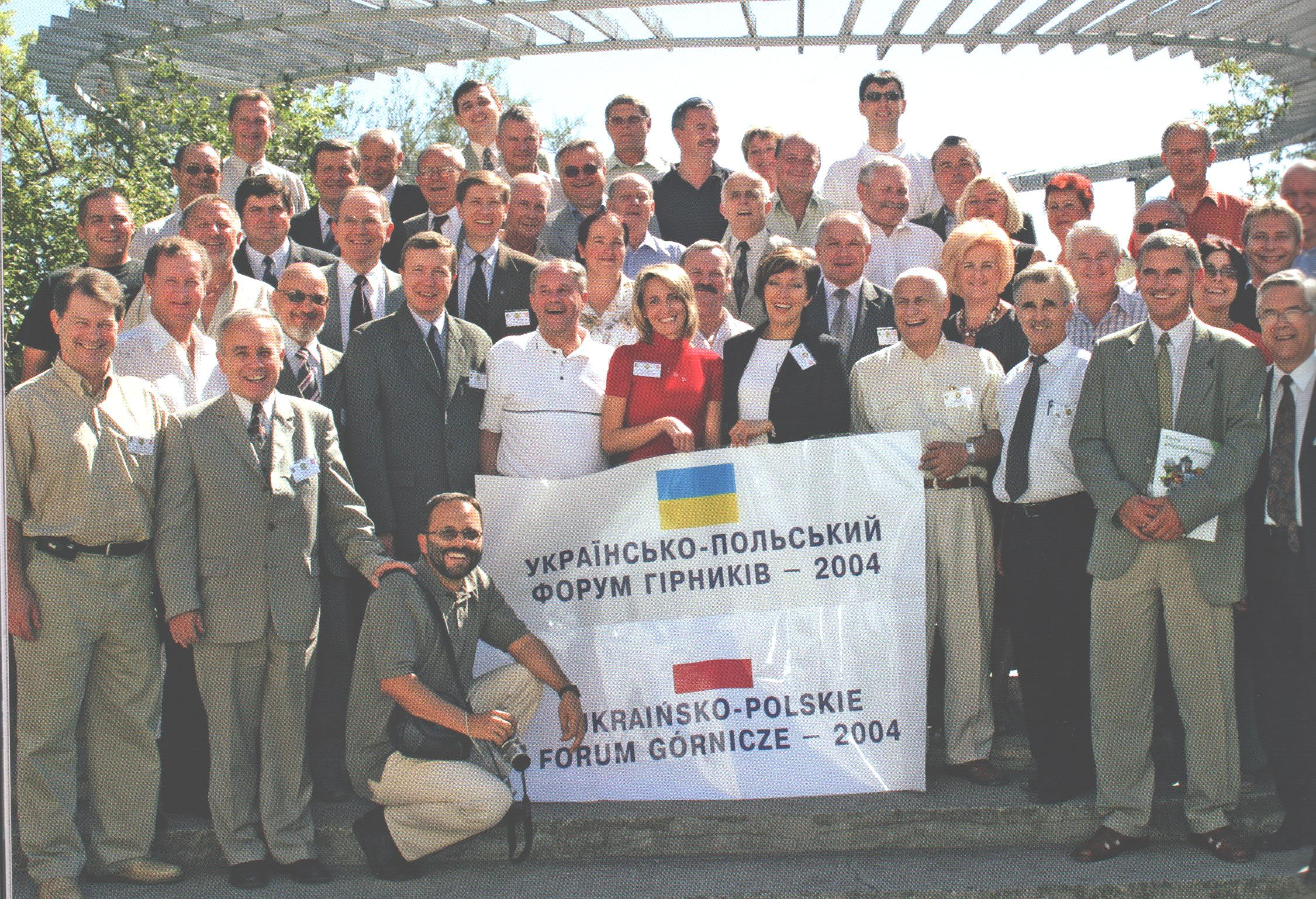
Українсько-Польський Форум гірників. 2004 р. Крим. Ялта. Україна.

Володи́мир Стефа́нович Біле́цький (нар. 26 січня 1950, Матвіївка, Вільнянський район, Запорізька область, УРСР) — український науковець у галузі гірництва, доктор технічних наук, професор, видавець, редактор, перекладач, дійсний член Наукового товариства імені Тараса Шевченка, Академії економічних наук та Академії гірничих наук України. Автор ідеї та науковий редактор першої національної української Гірничої енциклопедії, перекладач українською мовою літературно-наукової пам'ятки XVI ст. — книги Георга Агріколи «Про гірничу справу» («De Re Metallica»). Громадсько-політичний діяч. Борець за незалежність України у XX сторіччі.
Альма-матер:Дніпровська політехніка
Працював у: Дніпропетровський гірничий інститут, вугільнодобувна компанія Макіїввугілля, Макіївський державний науково-дослідний інститут з безпеки робіт у гірничій промисловості, Донецький національний технічний університет, Полтавський національний технічний університет імені Юрія Кондратюка, Національний технічний університет «Харківський політехнічний інститут», Запорізький національний університет.
Відвідав і стажувався: в університетах та аналітичних центрах США, Польщі, Чехії.

## Життєпис
Народився 1950 року в с. Матвіївка Вільнянського району Запорізької області, Україна. Батько — Стефан Петрович Білецький з роду Білецьких і Чирвів, мати — Ганна Петрівна Тар'яник, з роду Тар'яників та Кравченків.
1957 року пішов до школи — спершу ЗОШ I—III ступенів № 1, де навчався до 5-го класу, а 1967 року закінчив середню школу № 3 в м. Вільнянську Запорізької області. 1972 року закінчив з відзнакою Дніпропетровський гірничий інститут (згодом Національна гірнича академія України, Національний гірничий університет, нині — Дніпровська політехніка). Спеціальність: «Електрифікація і автоматизація гірничих робіт». Дипломна робота стосувалася розробки нових систем автоматичного регулювання струменевих млинів Вільногірського ГМК. Присвоєно кваліфікацію: гірничий інженер-електрик.
Служив офіцером у танкових військах Групи радянських військ у Німеччині, 3-тя армія, м. Нойруппін (1972—1974). Командир взводу (роти) середніх танків.
Упродовж 1974—1978 рр. — аспірант кафедри «Автоматизація виробничих процесів» Дніпропетровського гірничого інституту (тема аспірантської програми «Автоматизація технологічного процесу збагачення корисних копалин відсадкою», керівник — д.т.н., професор Іванов Анатолій Олександрович).
Протягом 1974—1976 рр. — інженер-дослідник кафедри «Автоматизація виробничих процесів» Дніпропетровського гірничого інституту.
Понад 40 років життя Володимира Білецького пов'язані з гірничими науками, Донбасом, куди 1976 року переїхав жити і працювати, не припиняючи навчатися в аспірантурі Дніпропетровського гірничого інституту за фахом «Автоматизація виробничих процесів». Працював старшим механіком (з автоматизації) на шахті ім. Орджонікідзе, ВО «Макіїввугілля», у Макіївському науково-дослідному інституті з безпеки робіт у гірничій промисловості (1976—1981).
З 1981 до 2000 рр. працював у науково-дослідному секторі Донецького політехнічного інституту (нині Донецький національний технічний університет) на посадах старшого, а потім головного наукового співробітника.
1986 року в Національному гірничому університеті захистив кандидатську дисертацію з теми: «Технологические основы рационального использования масляной грануляции для обезвоживания и облагораживания гидравлически транспортируемых углей» за спеціальністю 05.15.08 «Збагачення корисних копалин».
1994 року в Національному гірничому університеті захистив докторську дисертацію. Тема — «Розробка наукових основ і способів селективної масляної агрегації вугілля та вуглевміщаючих продуктів» за спеціальністю 05.15.08 «Збагачення корисних копалин».
У період 2000 — літо 2014 р. — професор Донецького національного технічного університету.
З осені 2014 р. — професор, завідувач кафедри «Обладнання нафтових і газових промислів» Полтавського національного технічного університету імені Юрія Кондратюка.
З 8 вересня 2017 р. — професор кафедри «Видобування нафти, газу і конденсату» Національного технічного університету «Харківський політехнічний інститут».
З 25 вересня 2023 року до липня 2024 р. — за сумісництвом професор кафедри «Електричної інженерії та кіберфізичних систем» Запорізького національного університету.
З 2020 р. — експерт Національного агентства із забезпечення якості вищої освіти.
З лютого 2021 р. — член технічного комітету стандартизації ТК 138 «НАФТОГАЗнормування».

### Наукова діяльність

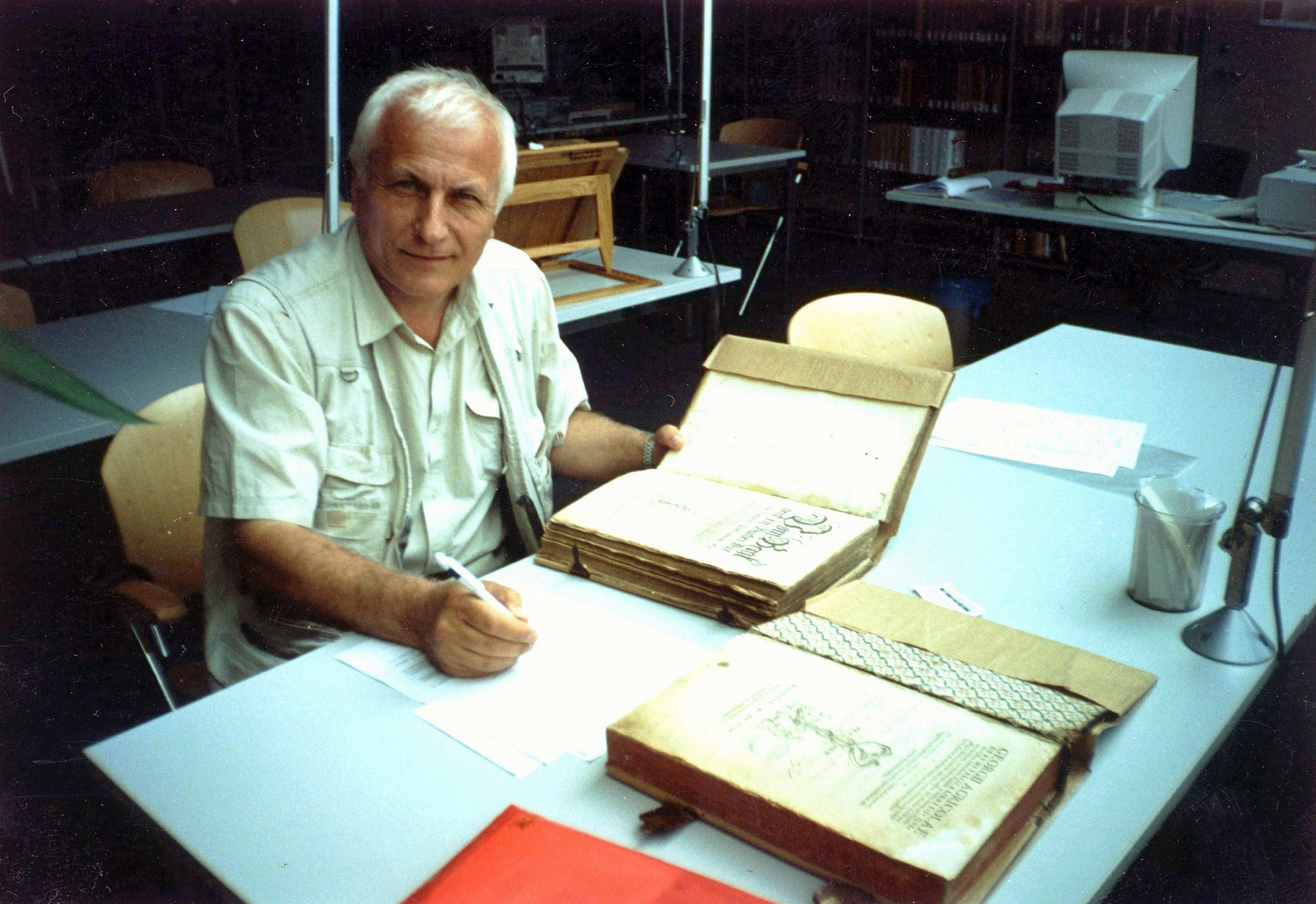
Варшавський університет (Польща), робота із твором Ґеорґіуса Аґріколи «De re metallica libri XII». 2008 р.

#### Наукові ступені та вчені звання

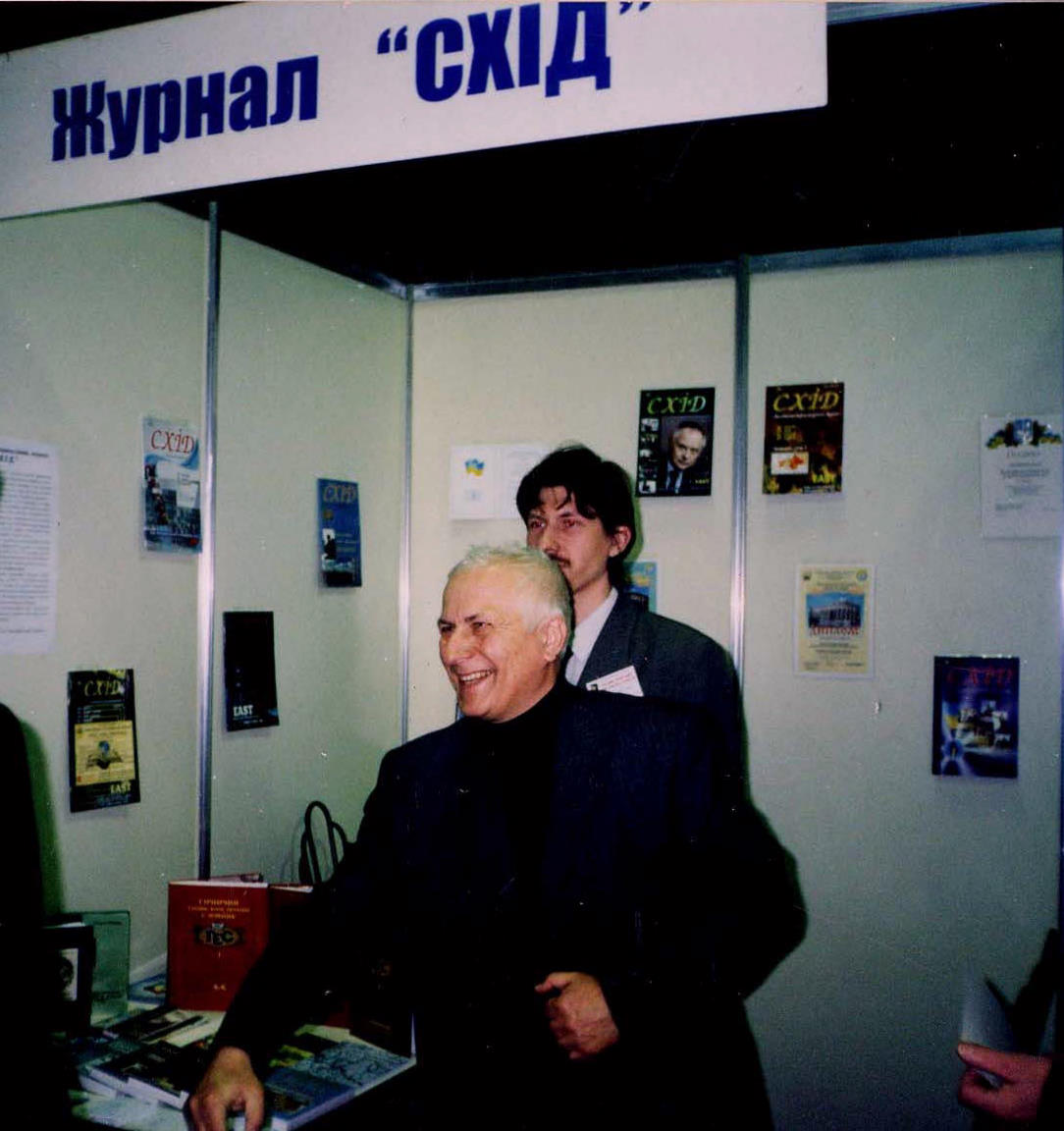
Під час презентації журналу «Схід» у виставковому центрі «Експодонбас», м. Донецьк, Україна, 2006 р.

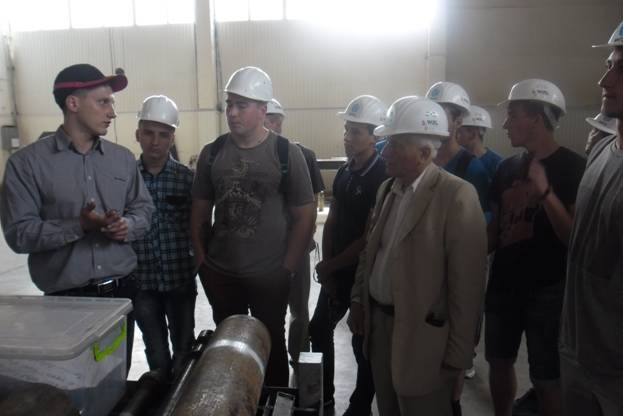
В. С. Білецький разом зі своїми студентами ПолтНТУ в цеху ТОВ «Укрнафтагазсервіс» з обслуговування бурової техніки канадської компанії Wenzel Downhole Tools Ltd. 2015 р. м. Полтава, Україна.

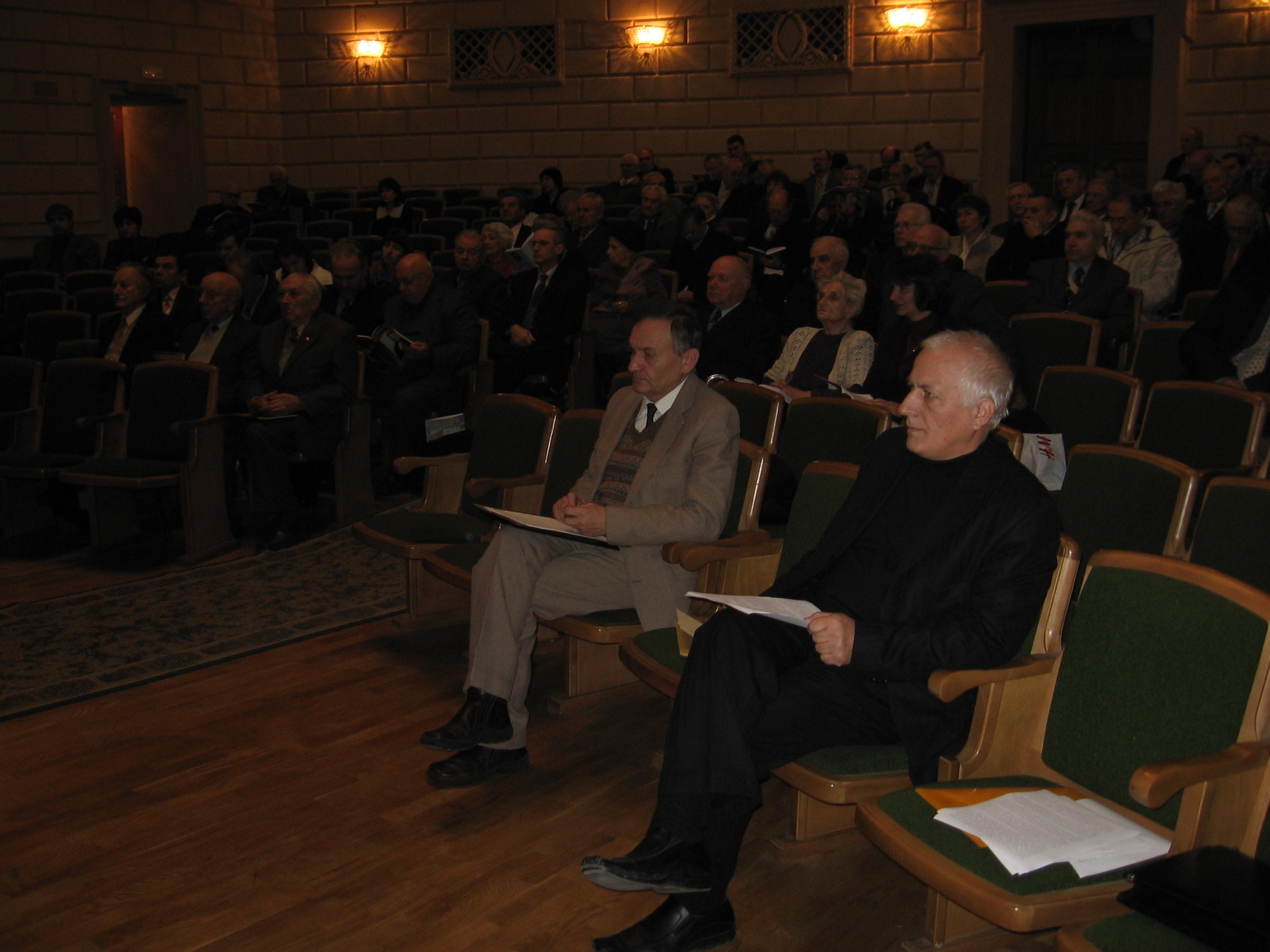
В. С. Білецький на річних зборах НТШ України. Львів. Україна. 2007.

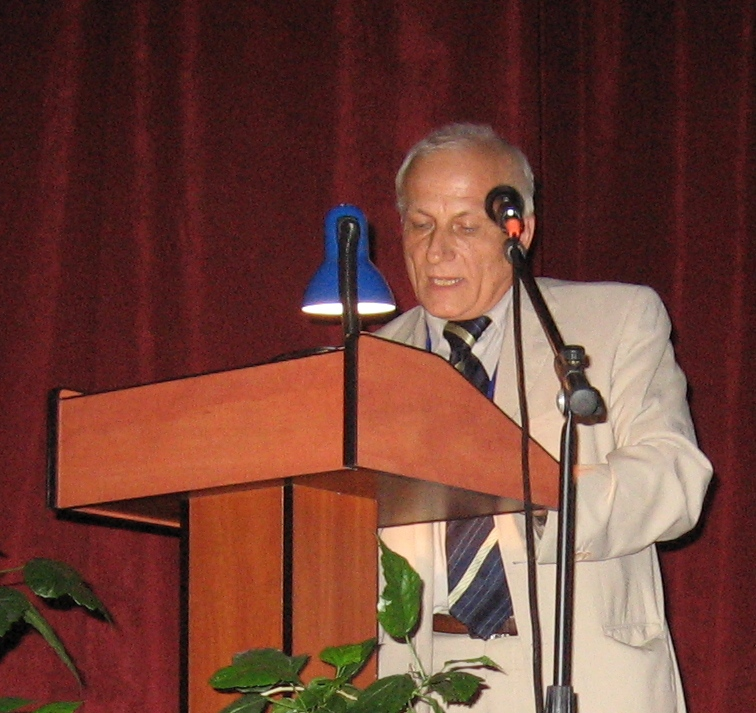
В. С. Білецький на річній конференції «Школи підземної розробки». Гаспра, Крим, Україна. 2010.

- Кандидат технічних наук (1986).
- Старший науковий співробітник (1989).
- Доктор технічних наук (1994).
- Доцент (2003).
- Професор (2006).

Коло наукових зацікавлень та основний доробок
- Коло наукових інтересів: адгезія рідин на твердій поверхні, технологія збагачення корисних копалин, автоматичне керування процесами у гірництві, вугільні технології, гідравлічне транспортування вугілля, зневоднення вугілля, переробка рідкіснометалічних руд, нафтогазова інженерія та технології. Гірнича термінологія. Медіадидактика.
- Автор ідеї і керівник проєкту «Гірнича енциклопедія», за яким упродовж 1998—2014 рр. створено національну термінологічну систему в гірництві. За цим проєктом протягом 2001—2004 рр. вийшов друком 1—3-томний «Гірничий енциклопедичний словник», 2004—2014 рр. «Мала гірнича енциклопедія».
- Проводив дослідження в багатьох наукових школах — Національній гірничій академії України, Донецькому національному технічному університеті, Інституті фізико-органічної хімії та вуглехімії НАН України, Інституті біоколоїдної хімії НАН України, Макіївському державному науково-дослідному інституті з безпеки робіт у гірничій промисловості, Дзержинській філії ЛенНДІхіммашу (м. Дзержинськ, Росія), Академгородок (Новосибірськ), Інституті «ВНДІПІГідротрубопровід» (м. Москва, Росія), Інституті «ІРДІРІДМЕТ» (м. Іркутськ, Росія), УралВТИ (Челябінськ), Варшавський університет (Варшава, Польща), Науково-виробничому об'єднанні «Хаймек» (м. Донецьк), Полтавському національному технічному університеті імені Юрія Кондратюка, Національному технічному університеті «Харківський політехнічний інститут».

Крім того, відвідав закордонні університети (міжнародні конференції, заходи наукових шкіл, стажування, наукові дослідження тощо): Університет Іллінойсу в Урбана-Шампейн та Університет Іллінойсу (Чикаго) (США), Варшавський університет (Польща), Карлів університет (Чехія), Санкт-Петербурзький державний технологічний інститут та Воронезький державний університет (Росія), Міссісіпський університет та Коледж Мілсепс (Джексон, США), Ягеллонський університет (Польща), Гірничо-металургійна академія імені Станіслава Сташиця (Польща), Берлінський університет імені Гумбольдтів (Німеччина), а також ряд Аналітичних центрів — The Heritage Foundation, Інститут Брукінгс, САТО-Institute, Інститут міста, Центр фундацій (всі — США), Гданський інститут ринкової економіки (Польща) та ін.
Доробок:
- Розробив наукові основи технології масляної аґломерації вугілля.
- Створена нова технологія магістрального гідротранспорту вугілля на основі поєднання процесів «гідротранспорт — масляна агломерація». У межах цієї технології запропоновано і досліджено суміщений технологічний процес «гідротранспорт-масляна агломерація» вугілля, визначені його раціональні режимні параметри, які дозволяють отримати вуглемасляні агрегати типу «центр-оболонка» (відповідно крупні вугільні зерна і дрібнодисперсна вугільна маса, що формує оболонку агрегату). Шляхом такої структуральної перебудови вугільної фази вугле-водно-масляної гідросуміші можливо радикально зменшити її подрібнюваність під час дальнього гідравлічного транспортування. Це дозволило зберегти коксівні властивості вугілля під час гідротранспорту, суттєво спростити і підвищити ефективність його механічного зневоднення, а також отримати ефект дозбагачення вугілля в трубопроводі і на приймальному терміналі магістральної гідротранспортної системи. Варіант цієї технології для дальнього магістрального гідротранспорту коксівного вугілля включено до Банку промислової та технологічної інформації (БПТІ) ЮНІДО ООН.
- Створено низку технічних рішень з технології і автоматичного керування технологічними процесами (авторські свідоцтва СРСР, патенти України, Росії):
  - у галузі збагачення корисних копалин: відсаджування, масляна агрегація, збагачення вугілля і золота, пристрої для перемішування гідросумішей та суспензій;
  - вугільних технологій (технології створення різних палив на основі вугілля: брикетованого, гранульованого вугілля, водовугільного палива);
  - транспортування (гідравлічний транспорт вугілля, установки для дослідження процесу гідротранспорту тощо),
  - у нафтогазовій галузі, зокрема, феноменологічна модель суміщеного процесу видобування «флюїд-геотепло», спосіб ремонту нафтоналивних резервуарів, способи очищення нафтозабруднених ґрунтів;
  - захисту від природних катаклізмів (селезахист тощо).
- Розвинув теорію і прикладні аспекти технології адгезійного збагачення золота.
- Взяв участь у колективній розробці теорії висококонцентрованих водовугільних суспензій (на основі теорії ДЛФО)[7].
- Виділив і розвиває дослідження напряму «суміщені технологічні процеси» в гірничій галузі, енергетиці, гідротранспорті, нафтогазовій галузі.
- Білецьким В. С. висунуті оригінальні гіпотези про:
  - специфічність адгезійних зв'язків речовин з надмолекулярною структурою;
  - наявність ефекту адсорбційного розкриття поверхні порового простору твердої фази (ефект «вивертання пор»), який супроводжує ефект Ребіндера.
- Виконано ряд теоретичних та прикладних розробок інтенсивного зневоднення зернистих матеріалів механічними методами, зокрема розроблено основи технології спеціального процесу зневоднення ежектуванням (зрив водної плівки з обводнених зерен високошвидкісним потоком повітря й утворення аерозолю в ежекторі).
- В. С. Білецьким розроблені і розвинуті такі методи:
  - феноменологічний метод — у галузі технологій видобутку та перероблення мінеральної сировини;
  - метод гіпотез — в галузі масляної агломерації вугілля;
  - метод препарування вуглереагентних структур (гранул, агломератів, флокул) для мікроскопічних досліджень;
  - дериватографічний метод — для ідентифікації плівок вологи на твердій поверхні, які мають з нею різну енергію зв'язку.
- Запропонував термін Ноокларки (від термінів ноосфера та кларки) — числа, які вказують середній вміст (в %) хімічних елементів у даному космічному тілі, в межах зони, доступної для впливу людини (в надрах у вузькому їх розумінні).

Публікації та редакційна робота:
- В. С. Білецький — науковець, що має понад 700 наукових публікацій з точних наук, зокрема понад 70 книг (монографії, навчальні посібники, словники, енциклопедичні видання (МГЕ, ГЕС) тощо) та 70 винаходів. Автор близько 300 науково-популярних та публіцистичних друкованих статей в енциклопедіях, журналах і газетах України та інших країн. Редактор і видавець ряду книг з точних і гуманітарних наук.

Засновник та співзасновник і редактор видань
- Засновник і шеф-редактор (1995—2024) всеукраїнського наукового аналітично-інформаційного журналу «Схід» — з 1995 (фахове видання у галузі філософії, історії, економіки). Журнал індексується у наукометричних базах даних Index Copernicus, WorldCat та ін. з травня 2024 р. — член редакційної колегії журналу.
- Ініціатор і співредактор ряду видань Донецького відділення НТШ:
  - «Донецького вісника Наукового товариства імені Шевченка» (2001),
  - співредактор вісника «Проблеми підручника середньої і вищої школи» (2001),
  - фундатор і редактор «Хроніки Донецького відділення НТШ» (2007).
- Ініціатор і редактор 1—2 випусків науково-технічного журналу Нафтогазова інженерія. Видавець — ПолтНТУ. ISSN 2518—1955[8][9]
- Ініціатор і редактор наукового журналу Геотехнології. Видавець — НТУ «Харківський політехнічний інститут» ISSN 2616-8839.

Член редакційної колегії
- «Mining of Mineral Deposits, журнал індексується у наукометричних базах даних Web of Science і Scopus» (Національний гірничий університет, з 2013),
- Вісника Харківського національного університету імені В. Н. Каразіна, журнал індексується у наукометричній базі даних Web of Science  (Харків, ХНУ імені В. Н. Каразіна, Серія «Геологія — географія — екологія», з 2015)
- «Східно-Європейський журнал передових технологій», «Eastern-European Journal of Enterprise Technologies», журнал індексується у наукометричних базах даних Scopus, Index Copernicus та ін.",
- Електронний збірник наукових праць ДП «Науканафтогаз» «Проблеми та перспективи нафтогазової промисловості», заступник голови редакційної колегії (з 2017 р.)[10] У 2020 р. Збірник наукових праць увійшов до списку «Б» фахових видань за списками МОН.
- Вісник Національного технічного університету «ХПІ». Серія: Хімія, хімічна технологія та екологія, [Архівовано 15 квітня 2019 у Wayback Machine.] (з 2018 р.)
- фахового збірника «Збагачення корисних копалин» (Національний гірничий університет, з 1995),
- Journal of Mining Geomechanics and Engineering — науковий журнал Донецького національного технічного університету (з 2022 року є правонаступником збірки наукових праць «Проблеми гірського тиску», що видавалася Донецьким національним технічним університетом з 1995 по 2014 рр.)[11]
- «Наукового журналу» (Полтавський національний технічний університет імені Юрія Кондратюка, з 2014 по 2017),
- «Збірника наукових праць студентів і викладачів» (факультету нафти і газу та природокористування / Полтавський національний технічний університет імені Юрія Кондратюка, упродовж 2014—2017 рр.),
- "Збірника наукових праць. Серія «Галузеве машинобудування, будівництво» (Полтавський національний технічний університет імені Юрія Кондратюка, з 2014 по 2017), (Index Copernicus, WorldCat),
- збірника «Качество минерального сырья» (Академія гірничих наук України, Криворізький національний університет, з 2014 р.)

Енциклопедична робота
- Голова редакційної колегії, автор ідеї та керівник проєкту «Гірнича енциклопедія».
- Учасник (автор) у проєкті Енциклопедія сучасної України.
- Учасник (автор) у проєкті Велика українська енциклопедія (загальний внесок — 500 статей).
- Член редакційної колегії Енциклопедії гірничої механіки.
- Учасник (автор) у проєкті «Енциклопедія «Наукове товариство ім. Шевченка»».

Членство в академіях
- З 1998 — дійсний член Наукового товариства імені Шевченка (НТШ — перша академія України, заснована 1873 року), диплом дійсного члена НТШ-Україна № 112 від 22 жовтня 1998 р. (ухвала Наукової Ради та Президії Товариства від 15 жовтня 1998 р. (протокол № 5)).
- з 2004 — дійсний член Академії економічних наук України, диплом від 7 травня 2004 року, № 480[12].
- з 2006 — член-кореспондент, а з 2012 — дійсний член Академії гірничих наук України (Диплом ДЧ-331 від 25 травня 2012 р.).

Членство в спеціалізованих вчених радах
- Упродовж 2005—2014 рр. — з вуглехімії при Інституті фізико-органічної хімії та вуглехімії НАН України.
- З 2005 р. — зі збагачення корисних копалин у Криворізькому національному університеті.
- З 2015 р. — з вуглехімії при Українському науково-дослідному вуглехімічному інституті.
- З 2022 р. — в галузі технічних наук, рада Д 64.050.18 у НТУ ХПІ (наказ МОН від 10.10.2022. № 894; спеціальності 05.17.01 «Технологія неорганічних речовин», 05.17.03 «Технічна електрохімія», 05.17.07 «Хімічна технологія палива і паливно-мастильних матеріалів»)

Закордонна наукова співпраця
- З 1995 р. член Літньої лабораторії Росії та Східної Європи Іллінойського університету.
- Має Сертифікати Міссісіпського Консорціуму вищих навчальних закладів з інтернаціонального розвитку (Mississippi Consortium for International Development) (Джексон, США, 1998) та Інституту публічно-приватного партнерства, The Institute for Public-Private Partnerships, (Вашингтон, США, 2000).
- Представник від України у міжнародній екологічній організації «Global Nest».
- Експерт «Heritage Foundation».
- Експерт всеукраїнського проєкту з міжнародною участю — Всеукраїнської експертної мережі.
- Випускник міжнародної програми «Community Connections Program» (програма «Громадські зв'язки»), яка фінансується Державним Департаментом США (посвідчення від 19.04.2001).
- Наукове стажування у Варшавському університеті (Польща) — 2006 та 2008 року за підтримки Каси Мяновського.
- У 2019 році співпраця з Науковим товариством ім. Т. Шевченка у США в дослідницько-видавничому проекті «Історія гірництва в Україні: від первісних спільнот до здобутків індустріальної епохи» з друком книги: Білецький В. С., Гайко Г. І., Орловський В. М. Історія та перспективи нафтогазовидобування: Навчальний посібник. — Львів: Видавництво «Новий Світ — 2000», 2019. — 302 с.
- У 2021 році співпраця з Науковим товариством ім. Т. Шевченка у США в дослідницько-видавничому проекті «Історія гірництва в Україні» з експедиціями для збору інформації в Україні та випуском друком однойменної книги.
- Учасник низки міжнародних фахових конференцій у США, Україні, Польщі, Росії, Чехії, Німеччині, Туреччині, Японії, Китаї, Австралії.
- У 2023 р. співпраця з «Вищою технічною школою імені Георга Агріколи» (нім. Technische Hochschule Georg Agricola), м. Бохум (земля Північний Рейн-Вестфалія, Німеччина) в проекті перекладу українською мовою пам'ятки середньовічної гірничої науки De Re Metallica (1556 р.) Георга Агріколи.

Наукова школаБілецький Володимир Стефанович входить до провідних членів наукової школи «Спеціальні методи збагачення, зневоднення і грудкування тонко- і дрібнодисперсного вугілля», є членом наукової спільноти «Школа підземної розробки», Донецька наукова школа вуглехімії, учасник польської Szkoła Eksploatacji Podziemnej. Тісна співпраця і спільні публікації в межах діяльності наукової школи гідравлічного транспорту.

### Громадсько-політична діяльність

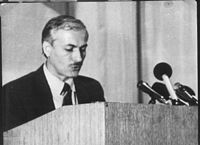
Виступ В. С. Білецького на ІІ з'їзді Народного Руху України, жовтень 1990 року. Київ.

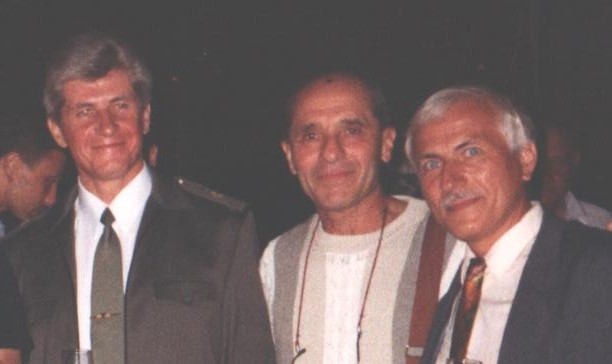
Члени Великої Ради Народного Руху України: Іван Білас, Олександр Бураковський, Володимир Білецький. 1995 р. Університет Іллінойсу в Урбана-Шампейн, США.

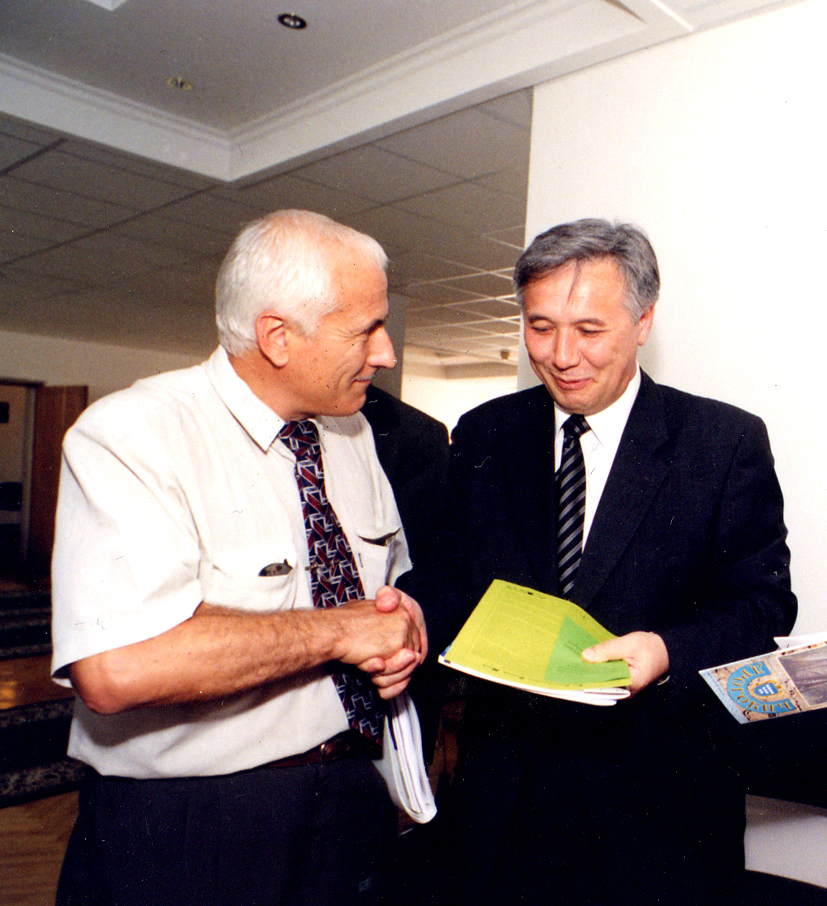
Білецький В. С. та прем'єр-міністр України Єхануров Ю. І., Київ.

В. С. Білецький — активний громадсько-політичний діяч.
- З 1973 — кандидат, а з 1975 р. — член КПУ (до 1990 р.).
- З 1989 р. перебував у лавах «Всесоюзного молодіжного аерокосмічного товариства» («Всесоюзное молодежное аэрокосмическое общество»), членський квиток № 377 від 08.02.1989, підпис Президента товариства льотчика-космонавта Олександра Сереброва.
- Володимир Білецький — один із фундаторів Народного Руху за Перебудову в Донбасі (членський квиток № 1 на Донеччині). Делегат Установчих зборів НРУ. Входив до всеукраїнських керівних структур НРУ — член Ради Колегій Великої Ради Руху. Залишив лави НРУ 1997 р. внаслідок неприйняття керівництвом НРУ висунутої Білецьким В. С. нової концепції розвитку організації як політичної партії середнього класу що, зокрема, включала нову кадрову політику з опорою на фахівців, а також переведення акцентів політичної діяльності НРУ в економічну та соціальну сферу життя країни.
- Фундатор і керівник ряду громадських організацій і газет у Донецьку, зокрема:
  - співзасновник газет «Східний часопис» та «Козацький край»,
  - засновник і директор дослідно-видавничої фундації «Український культурологічний центр» (1994),
  - співзасновник і голова Донецького відділення Наукового Товариства імені Шевченка (1997),
  - співзасновник і голова Донецького відділення Товариства «Україна-Світ» (1997),
  - співзасновник і перший директор ТОВ «Східний видавничий дім»(1998),
  - співзасновник і голова «Донецького обласного товариства української мови» (1989),
  - член дорадчої Ради з питань національностей Донецької обласної державної адміністрації,
  - консультант депутатів Верховної Ради України О. В. Кулика, І. Ф. Драча та О. І. Клименка (1997—2012).
- Член оргкомітету Всеукраїнського товариства сприяння відродженню літературних музеїв М. Коцюбинського в Криму[13].

Крім того, В. С. Білецький — випускник міжнародної програми «Community Connections Program» (програма «Громадські зв'язки»), яка фінансується Державним Департаментом США (посвідчення від 19.04.2001). Експерт Міжнародного інституту демократій та Центру «Соціовимір». Член Національної спілки краєзнавців України. 2011 року визнаний кращим краєзнавцем Донеччини (з врученням посвідчення і пам'ятного знаку).

### Родина

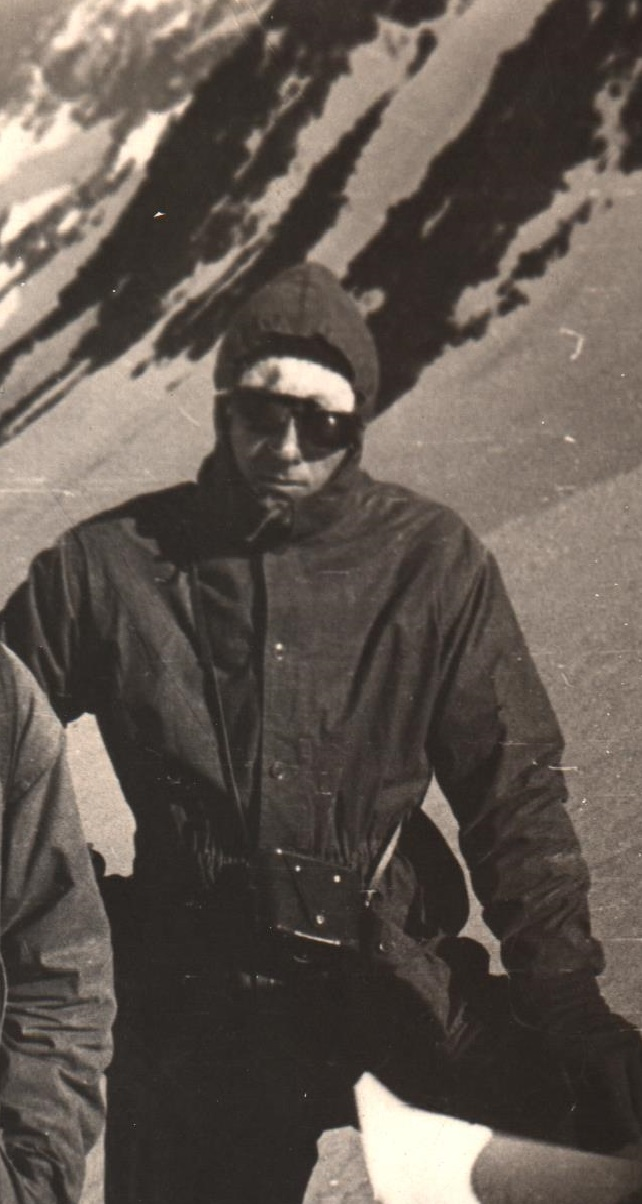
Володимир Білецький в гірсько-туристському поході на Кавказі. Район Верхній Цанер — Перевал Сімох. 1968 р.

#### Родина
Одружений. Дружина — Людмила Андріївна Білецька, фармацевт.
Син: Віталій Білецький, філософ, психолог, кандидат філософських наук, доцент.
Донька: Богдана Білецька, магістр з біології та фізіології.
Онуки: Данило (бакалавр, НТУ КПІ), Кирило та Іван.

#### Захоплення
Фотографія, книги, журналістика, альпінізм, гірський туризм.

##### Участь у проєкті Вікіпедія

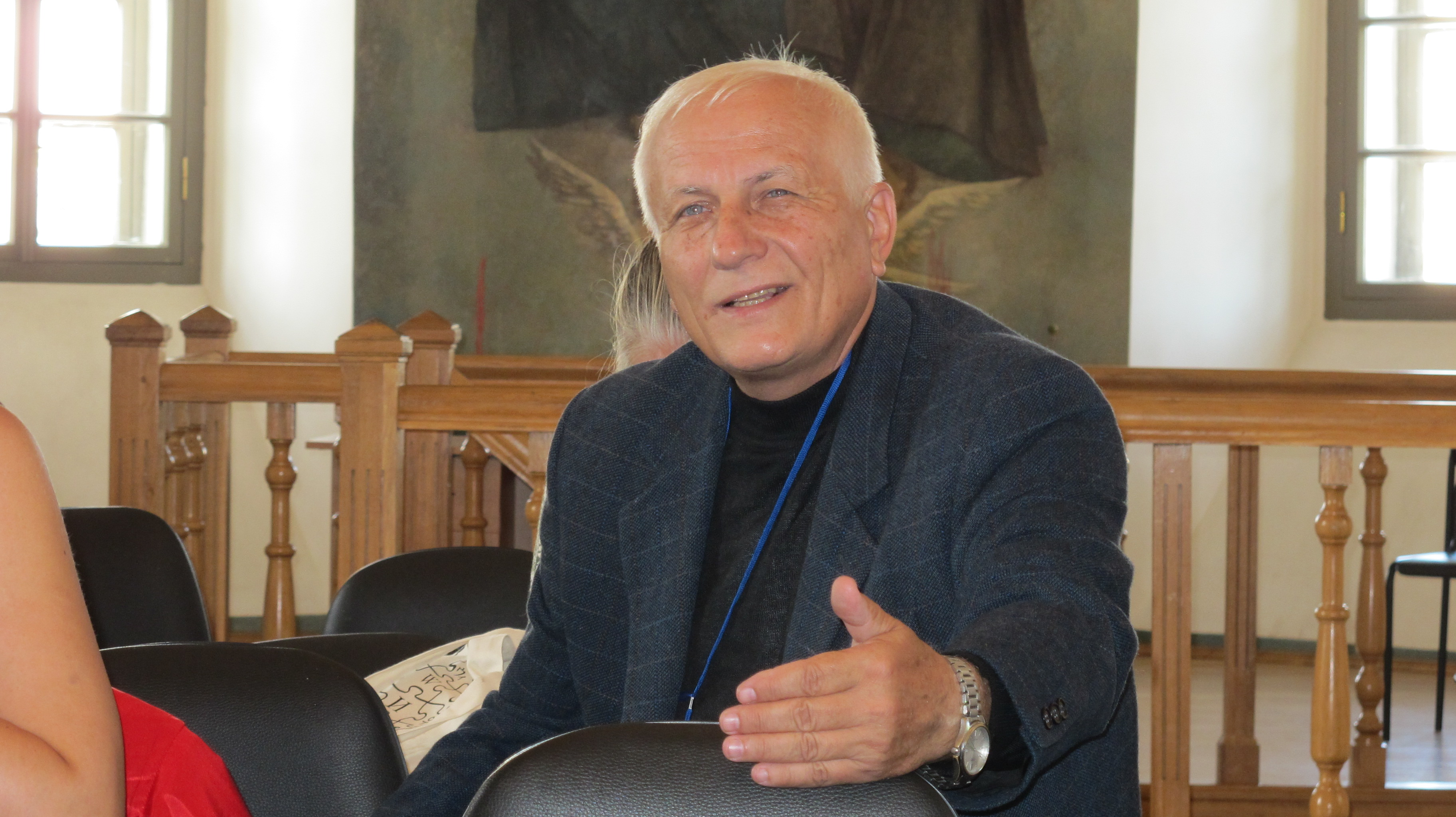
Вікі-конференція у Києві. 2016 р.

Володимир Білецький є дописувачем українського розділу Вікіпедії. Працює в розділах «Гірництво» та дотичних темах наук про землю, має суттєвий власний внесок у проєкт — Станом на 20 червня 2025 р. створив в основному українському секторі Вікіпедії понад 29 500 статей, завантажив 4 530 файлів, започаткував 712 категорій, виконав 280 416 редагувань (усі проекти — 285 699). Попри переважно технічну тематику статей, започаткованих В. С. Білецьким, їх відвідує значна кількість користувачів української Вікіпедії: тільки за 2019 р. зафіксовано понад 16,6 млн переглядів цих статей.
Автор Вікіцитат

## Основні праці

### Технічні науки
Див. також Репозитарій ХПІ
У галузі технічних наук станом на 2023 р. В. С. Білецький мав понад 700 (у 2025 р. - понад 750) друкованих праць.
Технології (збагачення корисних копалин, гідравлічного транспорту твердих матеріалів, вугільні технології, нафтогазова інженерія):
1. Білецький В. С «Технологічні основи раціонального використання масляної грануляції для зневоднення і облагороджування вугілля, що передається гідравлічним транспортом». Дисертація на здобуття вченого ступеня канд. техн. наук. Донецьк: Донецький політехнічний інститут, 1986. — 229 с.
2. Білецький В. С «Розробка наукових основ і способів селективної масляної агрегації вугілля та вуглевмісних продуктів». Дисертація на здобуття вченого ступеня доктора техн. наук. Донецьк: Донецький державний технічний університет, 1994. — 452 с.
3. Білецький В. С., Сергеев П. В., Папушин Ю. Л. — Теорія і практика селективної масляної агрегації вугілля — Донецьк: Грань. — 1996. — 264 с.
4. Перспективы освоения соленых углей Украины / В. С. Белецкий, С. Д. Пожидаев, А. Кхелуфи, П. В. Сергеев. — Донецк: ДонГТУ, УКЦентр, Східний видавничий дім — 1998. — 96 с.
5. Сергєєв П. В., Білецький В. С. Селективна флокуляція вугілля. — Донецьк: ДонДТУ, УКЦентр, Східний видавничий дім — 1999, 136 с.
6. Нікітін І. М., Сергєєв П. В., Білецький В. С. Селективна флокуляція вугільних шламів латексами. — Донецьк: Східний видавничий дім. — 2001. — 152 с.
7. Смирнов В. О., Білецький В. С. Проектування збагачувальних фабрик: Посібник з грифом Мінвузу. — Донецьк: Східний видавничий дім, 2002. — 296 с. (друге видання — 2008 р.).[22],[23]
8. Самилін В., Білецький В. Спеціальні методи збагачення корисних копалин (курс лекцій). — Донецьк: Східний видавничий дім, 2003. — 116 с.[23]
9. Білецький В. С., Смирнов В. О. Технологія збагачення корисних копалин: Посібник з грифом Мінвузу. — Донецьк: Східний видавничий дім, 2004.- 272 с. (друге видання — 2009 р.) [Архівовано 11 грудня 2019 у Wayback Machine.]
10. Смирнов В. О., Білецький В. С. Фізичні та хімічні основи виробництва. Навчальний посібник. — Донецьк: Східний видавничий дім, — 2005. — 148 с.[24]
11. Смирнов В. О., Білецький В. С. Гравітаційні процеси збагачення корисних копалин. Навчальний посібник. — Донецьк: Східний видавничий дім, — 2005. — 300 с.[24]
12. Білецький В. С., Смирнов В. О. Переробка і якість корисних копалин (курс лекцій). — Донецьк: Східний видавничий дім, 2005. — 324 с. [Архівовано 17 травня 2018 у Wayback Machine.][25]
13. Папушин Ю. Л., Смирнов В. О., Білецький В. С. Дослідження корисних копалин на збагачуваність (навчальний посібник). Донецьк: Східний видавничий дім, НТШ-Донецьк — 2006. — 344 стор.[24]
14. Адгезія речовин з надмолекулярною структурою / В. С. Білецький, Т. Г. Шендрик // Геологія і геохімія горючих копалин. — 1996, № 1-2 (94-95). — С. 122—125.
15. Адгезійні взаємодії вугілля-реагент в процесі селективної агрегації вугілля / В. С. Білецький // Геологія і геохімія горючих копалин. — 1996, № 1-2 (94-95). — С. 125—130.
16. Білецький В. С. Проблема переробки солоного вугілля // Праці Наукового Товариства ім. Шевченка. Т. Х. Хімія та біохімія. — Львів-2003. С. 205—227.
17. Білецький В. С., Суярко В. Г. Корисні копалини України // Донецький вісник НТШ. — т. 9., 2005. — с.1-34.
18. Саранчук В. І., Ільяшов М. О., Ошовський В. В., Білецький В. С. Основи хімії і фізики горючих копалин: Підручник з грифом Мінвузу. — Донецьк: Східний видавничий дім, 2008. — 640 с.[26] Видання друге: Саранчук В. І., Ільяшов М. О., Ошовський В. В., Білецький В. С. Основи хімії і фізики горючих копалин: підручник для студентів вищих навчальних закладів/ Саранчук В. І., Ільяшов М. О., Ошовський В. В., Білецький В. С. — Львів: «Новий Світ-2000», 2019. — 372 с.
19. Світлий Ю. Г., Білецький В. С. Гідравлічний транспорт (монографія). — Донецьк: Східний видавничий дім, Донецьке відділення НТШ, «Редакція гірничої енциклопедії», 2009. — 436 с. [Архівовано 24 вересня 2015 у Wayback Machine.]Також в Репозитарії ХПІ [Архівовано 27 березня 2022 у Wayback Machine.]
20. Смирнов В. О., Білецький В. С. Флотаційні методи збагачення корисних копалин. Донецьк: Східний видавничий дім, НТШ-Донецьк — 2010. — 496 стор. [Архівовано 15 квітня 2012 у Wayback Machine.][27]
21. Сергєєв П. В., Білецький В. С. Селективна флокуляція вугільних шламів органічними реагентами. (монографія). — Донецьк: Східний видавничий дім, Донецьке відділення НТШ, «Редакція гірничої енциклопедії», 2010. — 240 с.[недоступне посилання з червня 2019]
22. Смирнов В. О., Сергєєв П. В., Білецький В. С. Технологія збагачення вугілля. Навчальний посібник. — Донецьк: Східний видавничий дім, — 2011. — 476 с. [Архівовано 2 червня 2020 у Wayback Machine.]
23. Смирнов В. О., Білецький В. С. Підготовчі процеси збагачення корисних копалин. [навчальний посібник]. — Донецьк: Східний видавничий дім, Донецьке відділення НТШ, 2012. — 284 с.
24. Смирнов В. О., Білецький В. С., Шолда Р. О. Переробка корисних копалин (монографія). Донецьк: Східний видавничий дім. 2013. 600 с.
25. Владимир Белецкий, Павел Сергеев. Интенсивное обезвоживание тонкодисперсных углей. Саарбрюккен (ФРН): Palmarium Academic Publishing. 2014. 118 с. ISBN 978-3-659-98059-6
26. Владимир Белецкий, Павел Сергеев. Аэромеханическое обезвоживание мелкодисперсного угля. Саарбрюккен (ФРН): Palmarium Academic Publishing. — 2015. — 104 с. ISBN 978-3-659-60007-4
27. Проектування бурового і нафтогазопромислового обладнання / [Білецький В. С., Вітрик В. Г., Матвієнко А. М., Орловський В. М., Савик В. М., Рой М. М., Молчанов П.О, Дорохов М. А., Сизоненко А. В., Проскурня М. І., Дегтярьов В. Л., Шумейко О. Ю., Кулакова С. Ю., Ткаченко М. В.] — Полтава: ПолтНТУ, 2015. — 192. [Архівовано 17 травня 2018 у Wayback Machine.] ISBN 978-966-616-135-5 (ruthenia.info/txt/pavlo/geo/project.doc) Зберігається також у Репозитарії ХПІ [Архівовано 17 травня 2018 у Wayback Machine.]
28. (рос.)Владимир Белецкий, Валерий Самылин, Павел Сергеев. Специальные методы обогащения полезных ископаемых и геотехнологии. Саарбрюккен (ФРН): Palmarium Academic Publishing. — 2015. — 114 с. ISBN 978-3-659-60151-4
29. Biletskyi, V. (2016). Research into adhesive ore-dressing technologies of fine- and nano gold. Mining of Mineral Deposits, 10(4), 19-28.https://doi.org/10.1540 7/mining10.04.019 [Архівовано 3 лютого 2017 у Wayback Machine.]
30. Сокур М. І., Білецький В. С. та ін. Підготовка корисних копалин до збагачення: монографія / Сокур М. І., Білецький В. С., Єгурнов О. І., Воробйов О. М., Смирнов В. О., Божик Д. П. — Кременчук: Кременчуцький національний ун-т ім. М.Остроградського, Академія гірничих наук України. ПП Щербатих О. В., 2017. — 392 с. [Архівовано 17 травня 2018 у Wayback Machine.]
31. Білецький В. С. Основи нафтогазової справи / В. С. Білецький, В. М. Орловський, В. І. Дмитренко, А. М. Похилко. — Полтава: ПолтНТУ, Київ: ФОП Халіков Р. Х., 2017. — 312 с. Видання друге: Білецький В. С. Основи нафтогазової справи / В. С. Білецький, В. М. Орловський, В. І. Дмитренко, А. М. Похилко, Львів: Новий Світ-2000, 2018. — 312 с.
32. Білецький В. С., Орловський В. М., Вітрик В. Г. Основи нафтогазової інженерії: Підручник. — Харків: НТУ «ХПІ», Харківський національний університет міського господарства імені О. М. Бекетова, Київ: ФОП Халіков Р. Х., 2018. 416 с. Видання друге: Білецький В. С. Основи нафтогазової інженерії [Текст]: підручник для студентів вищих навчальних закладів. / Білецький В. С., Орловський В. М., Вітрик В. Г. — Львів: «Новий Світ- 2000», 2019—416 с.
33. Білецький В. С., Олійник Т. А., Смирнов В. О., Скляр Л. В. Техніка та технологія збагачення корисних копалин. Частина І. Підготовчі процеси. — Кривий Ріг: Криворізький національний університет. 2019. — 202 с.
34. Білецький В. С., Олійник Т. А., Смирнов В. О., Скляр Л. В. Техніка та технологія збагачення корисних копалин. Частина ІІ. Основні процеси. — Кривий Ріг: Криворізький національний університет. 2019. — 212 с.
35. Білецький В. С., Олійник Т. А., Смирнов В. О., Скляр Л. В. Техніка та технологія збагачення корисних копалин. Частина III. Заключні процеси. — Кривий Ріг: Криворізький національний університет. 2019. — 230 с.
36. Білецький В. С., Фик М. І. Основи транспорту природних вуглеводнів / За ред. І. М. Фика. Харків: НТУ ХПІ, 2019. 274 с. Білецький В. С., Фик М. І. /За редак. І. М. Фика. Основи транспорту природних вуглеводнів (підручник). — Харків: НТУ ХПІ, Львів: «Новий Світ- 2000», 2019—274 с.
37. Переробка корисних копалин: Підручник / Смирнов В. О., Білецький В. С. — Львів: Видавництво «Новий Світ-2000», 2019. — 607 с.
38. Техніка і технологія збагачення корисних копалин: навчальний посібник для студентів спеціальності 184 «Гірництво» / В. Г. Кравець, В. С. Білецький, В. О. Смирнов ; КПІ ім. Ігоря Сікорського.– Київ: КПІ ім. Ігоря Сікорського, 2019. — 286 с. [Архівовано 11 січня 2020 у Wayback Machine.]
39. Орловський В. М., Білецький В. С., Вітрик В. Г. Технологія розробки нафтових родовищ. [Текст]: навч. посіб. для студ спеціальності 185 «Нафтогазова інженерія та технології» / В. М. Орловський, В. С. Білецький, В. Г. Вітрик; ХНУМГ ім. О. М. Бекетова; НТУ «ХПІ». — Полтава: ТОВ "Фірма «Техсервіс», 2020. — 243 с. Орловський В. М., Білецький В. С., Вітрик В. Г. Технологія розробки нафтових родовищ. [Текст]: 2-ге видання, навч. посіб. для студ спеціальності 185 «Нафтогазова інженерія та технології» / В. М. Орловський, В. С. Білецький, В. Г. Вітрик; ХНУМГ ім. О. М. Бекетова; НТУ «ХПІ». — Львів: «Новий Світ — 2000», 2020. — 243 с.
40. Інженерна геологія (з основами геотехніки): підручник для студентів вищих навчальних закладів / кол. авторів: В. Г. Суярко, В. М. Величко, О. В. Гаврилюк, В. В. Сухов, О. В. Нижник, В. С. Білецький, А. В. Матвєєв, О. А. Улицький, О. В. Чуєнко; за заг. ред. проф. В. Г. Суярка. — Харків: Харківський національний університет імені В. Н. Каразіна, 2019. — 278 с. [Архівовано 11 січня 2021 у Wayback Machine.]
41. Сокур М. І. Рудопідготовка: дроблення, подрібнення, грохочення: монографія / Сокур М. І., Білецький В. С. Ведмідь І. А., Робота Є. М.. — Кременчук: ПП Щербатих О. В. — 2020. — 494 с.
42. Сокур М. І. Екологічна безпека та економіка: монографія // Сокур М. І., Шмандій В. М., Білецький В. С., Бабець Є. К., Мельникова І. Є., Харламова О. В., Шелудченко Л. С. / Кременчук: ПП Щербатих О. В. — 2020. — 238 с.
43. Білецький В. С., Олійник Т. А., Смирнов В. О., Скляр Л. В. Основи техніки та технології збагачення корисних копалин: навчальний посібник. — К.: Ліра-К 2020. — 634 с.
44. Білецький В. С., Екологічна безпека у нафтогазовій промисловості: конспект лекцій / Білецький В. С., Суярко В. Г. Сіренко В. І., Фик М. І., Орловський В. М. — Х.: НТУ «ХПІ», 2021. — 175 с.
45. Орловський В. М., Білецький В. С., Вітрик В. Г., Сіренко В. І. Технологія розробки газових і газоконденсатних родовищ. Харків: Харківський національний університет міського господарства імені О. М. Бекетова, НТУ «Харківський політехнічний інститут». — Львів, Видавництво «Новий Світ — 2000», 2020. — 311 с.
46. Шпильовий Л. В. Збагачення ніобієвих руд: монографія / Л. В. Шпильовий, В. С. Білецький, К. Л. Шпильовий ; ред. В. С. Білецький. — Київ: Халіков Р. Х., 2021. — 160 с. [Архівовано 10 серпня 2021 у Wayback Machine.]
47. Орловський В. М., Білецький В. С., Вітрик В. Г., Сіренко В. І. Бурове і технологічне обладнання. Харків: Харківський національний університет міського господарства імені О. М. Бекетова, НТУ «ХПІ», ТОВ НТП «Бурова техніка», Львів, Видавництво «Новий Світ — 2000», 2021. — 358 с. [Архівовано 14 лютого 2022 у Wayback Machine.]
48. Фізичні та хімічні основи галузевого виробництва: Навчальний посібник. / Смирнов В. О., Білецький В. С. — «Новий Світ-2000», ФОП Піча С. В., 2022. — 148 с. [Архівовано 12 лютого 2022 у Wayback Machine.]
49. Білецький В. С. Корисні копалини. / У кн.. «Україна. 30 років незалежності». Стислий довідник / За ред. д. і. н., проф. Киридон А. М. Київ: Державна наукова установа «Енциклопедичне видавництво», 2021. 536 с. С. 175—178.
50. Сокур М. І. Збірник наукових праць / М. І. Сокур, В. С. Білецький, Д. П. Божик ; Кременчуц. нац. ун-т ім. М. Остроградського. — Кременчуг: Новабук, 2022. — 294 с.
51. М. І. Сокур, В. С. Білецький. Барабанні млини самоподрібнення / Монографія. — К.: ФОП Халіков Р. Х. — 2022. — 225 с. ISBN 978-617-7565-92-4
52. Орловський В. М., Білецький В. С., Вітрик В. Г., Сіренко В. І. Технологія видобування нафти. Харків: Харківський національний університет міського господарства імені О. М. Бекетова, НТУ «ХПІ», ТОВ НТП «Бурова техніка», Львів, Видавництво «Новий Світ — 2000», 2022. — 308 с.
53. Орловський В. М., Білецький В. С., Сіренко В. І. Нафтогазовилучення з важкодоступних і виснажених пластів. Харків: Харківський національний університет міського господарства імені О. М. Бекетова, НТУ «Харківський політехнічний інститут», ТОВ НТП «Бурова техніка», Львів, Видавництво «Новий Світ — 2000», 2023. — 312 с.
54. Мазурівське рідкіснометалічне родовище: Монографія / Шпильовий Л. В., Білецький В. С., Чернієнко Н. М., Стрекозов С. М. / За редакцією Білецького В. С. — Львів: Видавництво ПП «Новий Світ-2000», 2023. — 283 с. ISBN 978—966 — 418—364 — 9
55. "Рудопомольні апарати самоподрібнення (млини і дезінтегратори): Навчальний посібник / М. І. Сокур, В. С. Білецький, Д. П. Божик, С. В. Чоботарьов. — Кременчук: Видавництво «НОВАБУК», 2023. — 252 с.
56. Білецький В. С. Методологія наукових досліджень технічних об'єктів та їх оптимізація: навч. посібник / В. С. Білецький ; Нац. техн. ун-т «Харків. політехн. ін-т». — Київ: ФОП Халіков Руслан Халікович, 2023. — 118 с.
57. Орловський В. М., Білецький В. С., Сіренко В. І. Технологія видобування газу і газового конденсату: навчальний посібник. Редакція «Гірничої енциклопедії», Полтава: НТП «Бурова техніка», Львів, Видавництво «Новий Світ — 2000», 2023. — 359 с.
58. Шпильовий Л. В. Цирконієва промисловість України: становлення і розвиток: монографія / Л. В. Шпильовий, В. С. Білецький / ред. В. С. Білецький. — Львів: «Новий Світ-2000», 2024. — 400 с. — (Серія «Бібліотека Гірничої енциклопедії»). ISBN 978-966-418-487-5
59. Орловський В. М., Білецький В. С., Сіренко В. І. Буріння нафтових і газових свердловин. Редакція «Гірничої енциклопедії», Полтава: НТП «Бурова техніка», Львів, Видавництво «Новий Світ-2000», 2024. — 409 с.

Автоматизація та моделювання технологічних процесів:
1. Папушин Ю. Л., Білецький В. С. Основи автоматизації гірничого виробництва (курс лекцій). — Донецьк: Східний видавничий дім, 2007. — 168 с. [Архівовано 12 червня 2020 у Wayback Machine.][28]
2. Білецький В. С., Смирнов В. О. Моделювання процесів збагачення корисних копалин: (Монографія) — Донецьк: Східний видавничий дім, 2013.- 304 с. [Архівовано 17 травня 2018 у Wayback Machine.]
3. Сергєєв П. В., Білецький В. С. Комп'ютерне моделювання технологічних процесів переробки корисних копалин (практикум) — Маріуполь: Східний видавничий дім, 2016. — 119 с. ISBN 978—966. [Архівовано 12 червня 2020 у Wayback Machine.]
4. Білецький В. С., Смирнов В. О., Сергєєв П. В. Моделювання процесів переробки корисних копалин: Посібник / За ред. І. М. Фика. НТУ «Харківський політехнічний інститут», Львів: «Новий Світ-2000», 2020. — 399 с. [Архівовано 15 березня 2022 у Wayback Machine.]
5. Білецький В. С. Моделювання у нафтогазовій інженерії: навч. посібник / В. С. Білецький ; Нац. техн. ун-т «Харків. політехн. ін-т». — Львів: Новий Світ — 2000, 2021. — 306 с. [Архівовано 10 серпня 2021 у Wayback Machine.]

Словники:
1. Манець І. Г., Білецький В. С., Ященко Ю. П. Російсько-український словник із техногенної безпеки та екології/ За ред. Б. А. Грядущого. — Донецьк: Донбас, 2004. — 576 с.
2. Маценко Г., Білецький В., Шендрік Т. Короткий словник з петрографії вугілля. Донецьк: Схід. видавн. дім. 2011. — 74 с. [Архівовано 16 січня 2014 у Wayback Machine.] Зберігається також у Репозитарії ХПІ [Архівовано 10 червня 2020 у Wayback Machine.]
3. Мінералогічний словник // Укл. Білецький В. С., Омельченко В. Г., Горванко Г. Д. — Маріуполь: Східний видавничий дім, 2016. — 488 с. Перевидання: Мінералогічний словник // Укл. Білецький В. С., Омельченко В. Г., Горванко Г. Д. — Маріуполь: Східний видавничий дім, Київ: Книжкова палата, Івано-Франківськ: 2017. — 488 с.
4. Мінералого-петрографічний словник. Книга перша. Мінералогічний словник / Укл.: Білецький В. С., Суярко В. Г., Іщенко Л. В. — Харків: НТУ «ХПІ», Київ: ФОП Халіков Р. Х. 2018. — 444 с.

Енциклопедичні видання:
1. Гірничий енциклопедичний словник. т. І. (за редакцією В. С. Білецького). — Донецьк: Східний видавничий дім. — 2001. — 514 с.
2. Гірничий енциклопедичний словник. т. II. (за редакцією В. С. Білецького). — Донецьк: Східний видавничий дім. — 2002. — 632 с.
3. Гірничий енциклопедичний словник. т. III. (за редакцією В. С. Білецького). — Донецьк: Східний видавничий дім. — 2004. — 752 с.
4. Мала гірнича енциклопедія. т. І. (за редакцією В. С. Білецького). — Донецьк: Донбас, 2004. — 640 с.[29]
5. Мала гірнича енциклопедія. т. II. (за редакцією В. С. Білецького). — Донецьк: Донбас, 2007. — 652 с.[30]
6. Мала гірнича енциклопедія. т. III. (за редакцією В. С. Білецького). — Донецьк: Східний видавничий дім, 2013. — 644 с.
7. ВЕЛИКА УКРАЇНСЬКА ЕНЦИКЛОПЕДІЯ. ТЕМАТИЧНИЙ РЕЄСТР ГАСЕЛ з напряму «Гірництво та науки про Землю» / Укладачі: Білецький В. С., Гайко Г. І., Торопчинова К. Л.; за заг. ред. д. т. н., проф. Білецького В. С. — К: Державна наукова установа «Енциклопедичне видавництво», 2019. — 248 с.
8. «Енциклопедичні проекти — чинники національного поступу»: монографія / За ред. д. і. н., проф. Киридон А. М. — Київ: Державна наукова установа «Енциклопедичне видавництво», 2020. — 324 с. Окремим розділом у монографії вміщено матеріал: В.С. Білецький, Г.І. Гайко, В.І. Бондаренко. Досвід створення та освітньо-наукове значення «Гірничої енциклопедії» С. 100-114.
9. Енциклопедистика: генеза в часі та просторі (до 30-річчя проголошення незалежності України: колективна монографія / за заг. ред. д. і. н. Киридон А. М. Київ: Державна наукова установа, «Енциклопедичне видавництво», 2021. 320 с. ISBN 978-966-97385-3-0 Окремим розділом у монографії вміщено матеріал: Іван Манець, Володимир Білецький, Вплив «Гірничої енциклопедії» на розвиток галузевої технічної енциклопедистки.

Історія гірництва:
1. Білецький В. С., Гайко Г. І. Хронологія гірництва в країнах світу. — Донецьк: Донецьке відділення НТШ, «Редакція гірничої енциклопедії», УКЦентр, 2006. — 224 с. [Архівовано 22 вересня 2018 у Wayback Machine.] ([31],[32])
2. Гайко Г., Білецький В., Мікось Т., Хмура Я. Гірництво й підземні споруди в Україні та Польщі (нариси з історії). — Донецьк: УКЦентр, Донецьке відділення НТШ, «Редакція гірничої енциклопедії», 2009. — 296 с.
3. Гайко Г. І., Білецький В. С. Історія гірництва: Підручник з грифом Мінвузу. — Київ-Алчевськ: Видавничий дім «Києво-Могилянська академія», видавництво «ЛАДО» ДонДТУ, 2013. — 542 с.
4. Геннадій Гайко, Володимир Білецький. Гірництво в історії цивілізації. — Видавничий дім «Києво-Могилянська академія», 2016. — 488 с.
5. Білецький В. С., Гайко Г. І., Орловський В. М. Історія та перспективи нафтогазовидобування: Навчальний посібник. — Київ: ФОП Халіков Р. Х., 2019, 302 с. Видання друге: Історія та перспективи нафтогазовидобування: навчальний посібник / Білецький В. С., Гайко Г. І., Орловський В. М. — Львів: Видавництво «Новий Світ — 2000», 2019. — 302 с. [Архівовано 20 березня 2022 у Wayback Machine.]
6. Гайко Г.І, Білецький В. С. Нарис історії гірництва в Україні. К.: ТОВ Видавничий дім «Києво-Могилянська академія». 2022. — 194 с. [Архівовано 2 березня 2022 у Wayback Machine.]

Переклади
1. Агрікола Г. Про гірничу справу в дванадцяти книгах (книги I—VI)/ Переклад і редакція В. Білецького, Г. Гайка. — Донецьк: Східний видавничий дім, 2014.[33] Зберігається також у Репозитарії ХПІ [Архівовано 24 лютого 2019 у Wayback Machine.] Видання друге, стереотипне: ГЕОРГІЙ АГРІКОЛА. ПРО ГІРНИЧУ СПРАВУ ХII КНИГ (книги I—VI). Переклад і редакція В. С. Білецького та Г. І. Гайка. — Львів: Видавництво ПП «Новий Світ-2000», 2024. — 228 с.
2. Агрікола Г. Про гірничу справу XII книг: (кн. VII-ХІІ) = De Re Metallica Libri XII / Георгій Агрікола ; порівняльний пер., наук. ред. й комент.: В. Білецький, Г. Гайко. — Львів: Новий Світ-2000, 2023. — 343 с.[34]

### Вибрані праці у гуманітарній сфері
У гуманітарній сфері станом на 2014 р. В. С. Білецький має близько 300 друкованих праць — наукових та публіцистичних, при цьому у газетних та журнальних статтях іноді послуговувався псевдонімами: В. Вільнянський (Володимир Вільнянський), В.Володченко, В.Борисенко, Олесь Горовий, Петро Плай, Олесь Горицвіт, В. Чирва (Володимир Чирва), Вадим Влад, Роман Тар'ян, В. Запорізький.
1. Ми йдемо! (нариси з історії Донецького обласного ТУМ) / В. Білецький, В. Оліфіренко, В. Тиха, М. Любенко, Ф. Олехнович, В. Ребрик, Г. Гордасевич, С. Єременко. Заг. Редакція В. Білецького. — Донецьк: Український культурологічний центр. — 1998. — 224 с.
2. Володимир Вільнянський (Білецький В. С.). Катя Хом'як: в театрі і житті. — Донецьк: Східний видавничий дім. — 2002. — 96 с.
3. Володимир Білецький. Схід України в інтегративних процесах сучасного державотворення // Донецьк: Бібліотека журналу «Схід». — 2005. — 28 с.[35] [Архівовано 8 квітня 2014 у Wayback Machine.] А також: // Освіта і управління. — т. 9, ч. 1, 2006. — С. 7-20. * Володимир Білецький. СХІД УКРАЇНИ В ІНТЕҐРАТИВНИХ ПРОЦЕСАХ СУЧАСНОГО ДЕРЖАВОТВОРЕННЯ [Архівовано 7 жовтня 2007 у Wayback Machine.]
4. Мости в Україну / Укладачі: Володимир Білецький, Віра Боднарук, Богдан Боднарук. — Донецьк: Український культурологічний центр, Східний видавничий дім. Формат А5. — 2005. — 116 с.[36] Видання 2-е (розширене і доповнене). Формат А4. 116 с. 2013 р.
5. Володимир Білецький. Стратегія інноваційного розвитку економіки України // Стратегія інноваційного розвитку економіки та соціальної сфери України: матеріали міжнар. наук.-практ. конф. вчених, студентів і практиків, 9–10 жовт. 2008 р., Ласпі, Автоном. республіка Крим. — Донецьк, 2008. — С. 11–20. http://www.experts.in.ua/baza/analitic/index.php?ELEMENT_ID=31823 [Архівовано 16 лютого 2016 у Wayback Machine.]
6. Віра Боднарук, Володимир Білецький. Літературні вечори в Українському Інституті Модерного Мистецтва Чикаго, 1973—2006. — Донецьк: Український культурологічний центр, НТШ-Донецьк, ТУМ-Чикаго — 2006. — 140 стор.[37]
7. Консолідація // Схід, № 1. — 1995. — С. 26-28.
8. Білецький В., Радчук В. Мова як чинник консолідації українського суспільства в націю/ // Слово і час, № 12, 1998. — С.81-86.
9. Володимир Білецький. Загрози глобалізму // Социальные, экономические, политические и психологические последствия глобализации в современном обществе: материали Всеукр. науч.-практ. конф., 13–14 марта 2003 г., Донецк. — Донецьк, 2003. — С. 23–27.
10. Білецький В. С. «Третій сектор» як основа громадянського суспільства // Збірник наукових праць (третій випуск) «Громадянське суспільство як здійснення свободи». — Львів: Львівський національний університет. — 2006. — С. 62-82. Білецький В. С. «Третій сектор» як основа громадянського суспільства // Схід, № 7(65) та 1(67). — 2004—2005. — С. 69-71; 60-64.
11. Білецький В. С. Наука і освіта в Україні-Русі // Донецький вісник НТШ, т.13. — Донецьк: Східний видавничий дім. — 2006. — С. 156—168. [Архівовано 23 квітня 2015 у Wayback Machine.]
12. Бібліографія журналу «Схід» (1995—2006 рр.)/В. С. Білецький, Г. В. Сімченко, А. О. Лисенко. — Донецьк: Східний видавничий дім, Український культурологічний центр, Донецьке відділення НТШ, 2007. — 256 с.[38]
13. Білецький В. С. Історія Донецької крайової організації Народного Руху України [Архівовано 17 листопада 2019 у Wayback Machine.]. Донецьк:Український культурологічний центр, Донецьке відділення НТШ, 2009, 172 с.
14. Постаті. Нариси про видатних людей Донбасу. — Донецьк: Східний видавничий дім, 2011. — 216 с.Постаті [Архівовано 8 червня 2020 у Wayback Machine.]
15. Володимир Білецький. Галузеві енциклопедії та перспективи держави / Газета «День». 28 липня, 2017.  [Архівовано 8 листопада 2019 у Wayback Machine.]

### Вибрані праці в наукометричних базах
Scopus 61 documents:
Зокрема:
- (англ.)Change in surface properties of coking coals in process of long-distance hydraulic transport determined by IR spectroscopy. Solid fuel chemistry. January 1989 with 7 Reads [Архівовано 3 червня 2016 у Wayback Machine.]
- (англ.)Study of changes in the electrokinetic properties of oxidized coal during its hydrotransport. Solid fuel chemistry. July 1992 with 12 Reads [Архівовано 3 червня 2016 у Wayback Machine.]
- (англ.)Calculation of the energy of binding of pellicular moisture to the coal surface. Solid fuel chemistry. 2003, vol. 37, no2, pp. 16-22.
- (англ.)Biletskyi, V.,Shendrik, T.,Sergeev, P.Derivatography as the method of water structure studying on solid mineral surface.//London-2012.Geomechanical Processes During Underground Mining — Proceedings of the School of Underground Mining, pp. 181. [Архівовано 8 грудня 2015 у Wayback Machine.]
- (англ.)«Fundamentals of highly loaded coal water slurries.» CRC Press, Taylor and Francis Group, London, UK. A Balkema Book 2013 p105-114.
- (англ.)Dorokhov, M., Kostryba, I., Beletskij, V.S. Experimental research on the sealing ability of borehole packers. EasternEuropean Journal of Enterprise Technologies. Volume 4, Issue 8-82, 2016, Pages 56-62. [Архівовано 22 липня 2017 у Wayback Machine.]
- (англ.)P.V. Sergeev, V.S. Beletskij, A.T. Elishevich. The trial-and modification principles of couplings for the processes of oil agglomeration of coal // Solid fuel chemistry.July 1993 [Архівовано 2 березня 2022 у Wayback Machine.]
- (англ.) Theoretical and applied aspects of using a thermal pump effect in gas pipeline systems/ M. Fyk, I. Fyk, V. Biletsky, M. Oliynyk, Yu. Kovalchuk, V. Hnieushev, Yu. Shapchenko/ EasternEuropean Journal of Enterprise Technologies. 1/8 (91) 2018. p. 39-48. [Архівовано 8 березня 2018 у Wayback Machine.]
- (англ.) Examining the current of drilling mud in a power section of the screw downhole motor./ Volodymyr Biletsky, Vitaliy Vitryk, Yuliya Mishchuk, Mykhailo Fyk, Andriy Dzhus, Julia Kovalchuk, Taras Romanyshyn, Andriy Yurych. / EasternEuropean Journal of Enterprise Technologies. Vol 2, No 5 (92) 2018. р. 41-47. [Архівовано 24 липня 2018 у Wayback Machine.]
- (англ.) Energy-saving intensification of gas-condensate field production in the east of Ukraine using foaming reagents. Shendrik, O., Fyk, M., Biletskyi, V., Kryvulia, S., Donskyi, D., Alajmeen, A., Pokhylko, A.

Web of Science 27 documents [Архівовано 2 травня 2019 у Wayback Machine.]: Зокрема:
- Title: RESEARCH INTO THE MECHANISM OF AGGREGATE-FORMING OBJECTS CONTACT WITH OIL AGGREGATION OF FINELY-DISPERSED COAL Author(s): Biletskyi, V (Biletskyi, V.); Molchanov, P (Molchanov, P.); Orlovskyy, V (Orlovskyy, V.); Shpylovyi, L (Shpylovyi, L.) Source: MINING OF MINERAL DEPOSITS Volume: 11 Issue: 4 Pages: 19-28 DOI: 10.15407/ mining11.04.019 Published: 20 17 Accession Number: WOS:000426093700003
- Title: MODELING OF THE POWER SECTION OF DOWNHOLE SCREW MOTORS Author(s): Biletskyi, V (Biletskyi, V.); Landar, S (Landar, S.); Mishchuk, Y (Mishchuk, Yu) Source: MINING OF MINERAL DEPOSITS Volume: 11 Issue: 3 Pages: 15-22 DOI: 10.15407/ mining11.03.015 Published: 20 17 Accession Number: WOS:000426091500002
- Theoretical background of rock failure at hydraulic seam fracture and aftereffect analysis / V. Biletskyi, L. Horobets, M. Fyk, A.-S. Mohammed // Mining of Mineral Deposits. — 2018. — Vol. 2. — № 3. — P. 45–55.
- Energy-saving intensification of gas-condensate field production in the east of Ukraine using foaming reagents / О. Shendrik, M. Fyk, V. Biletskyi, S. Kryvulia, D. Donskyi, A. Alajmeen, A. Pokhylko // Mining of Mineral Deposits. — 2019. — Vol. 13. — № 2. — P. 82–90.
- Denys Bozhyk, Mykola Sokur, Volodymyr Biletskyi. Determining the rational operating parameters for granite crushing to obtain cubiform crushed stone // Mining of Mineral Deposits. 2022, 16(3):18-24. http://mining.in.ua/articles/volume16_3/03.pdf

## Нагороди та відзнаки
- Пам'ятна відзнака «Юрій Дрогобич» (на 500-ту річницю з дня виходу в світ першої друкованої книги українського автора, 1983)[39].
- Грамота Товариства «Україна-Світ» (1998, 2010),
  - Почесний диплом Львівського відділення Товариства «Україна-Світ» (2011).
- «Золота грамота» Донецького ТУМ (1998).
- Реєстрова грамота Українського козацтва (2000).
- Відзнака «Святий Архістратиг Михаїл» (2000).
- грамоти і дипломи форумів «Книжкова справа Донбасу» (1998—2013)[20].
- Почесна грамота Державного комітету телебачення і радіомовлення України (2002, 2004, 2010)[20].
- Відзнака «Експерт року-2006» Всеукраїнської експертної мережі у галузі культури[20].
- Відзнака «Експерт року-2007» Всеукраїнської експертної мережі у номінації «Економіка та технічні науки» тощо,
- Почесна грамота Донецької обласної державної адміністрації (2005, 2009)[20].
- Подяка Міністра культури і туризму України (2009)[20].
- Подяка Президента України (2009)[20].
- Орден «За заслуги» III ступеня (2009)[40].
- Грамота Верховної Ради України (2009)[20].
- Медаль «20 років відновлення Наукового товариства ім. Шевченка в Україні» (2009)[20].
- Золота медаль імені М. І. Туган-Барановського Академії економічних наук України (2010)[20].
- Відзнака-медаль Академії гірничих наук України на 20-річчя Академії (2011).
- Відзнака Переможця традиційного щорічного конкурсу імені Олеся Гончара журналу «Бористен» за 2015 рік — за цикл статей «Постаті» про видатних людей Донбасу XIX—XXI ст., — поетів і науковців, композиторів і співаків, геологів і економістів, управлінців і політиків, журналістів і правозахисників, — які в різні часи суттєво вплинули на постання і розвиток Донбасу як промислового і культурного центру Східної України (разом з проф. Г. І. Гайко)[41].
- Грамота Полтавської обласної ради (2016)[20].
- Подяка Наукового Товариства імені Шевченка «За активну участь у діяльності НТШ з нагоди його 145-річчя», 13 жовтня 2018 р., Голова НТШ в Україні Роман Кушнір.
- Грамота Департаменту науки і освіти Харківської обласної державної адміністрації (2019)[20].
- Подяка НТШ в Україні за вагомий особистий внесок у розвиток наукового товариства імені Шевченка (2019).
- Ювілейна медаль «30 років Незалежності України» (Посвідчення № 264 Національної Спілки Краєзнавців України). 2021 р.
- Нагрудний знак «За професійні здобутки» (НАН України) — постанова Президії НАНУ від 15 листопада 2023 р., № 1305[42].
- Пам'ятна медаль Наукового товариства ім. Шевченка (НТШ-Львів), посвідчення № 132 від 17 листопада 2023 р. з нагоди 150-річчя.
- Пам'ятна медаль «Євграф Ковалевський» Донецького відділення НТШ, посвідчення № 001 від 23 грудня 2023 р. з нагоди 150-річчя НТШ.
- У 20-у річницю української Вікіпедії отримав нагороду «Вікіпедія-20» у номінації «За найбільшу кількість започаткованих статей в українській Вікіпедії» (на початок листопада 2024 — понад 28 тисяч статей)
- Подяка Міністра культури та стратегічних комунікацій України 2024 р. 000009

## Галерея

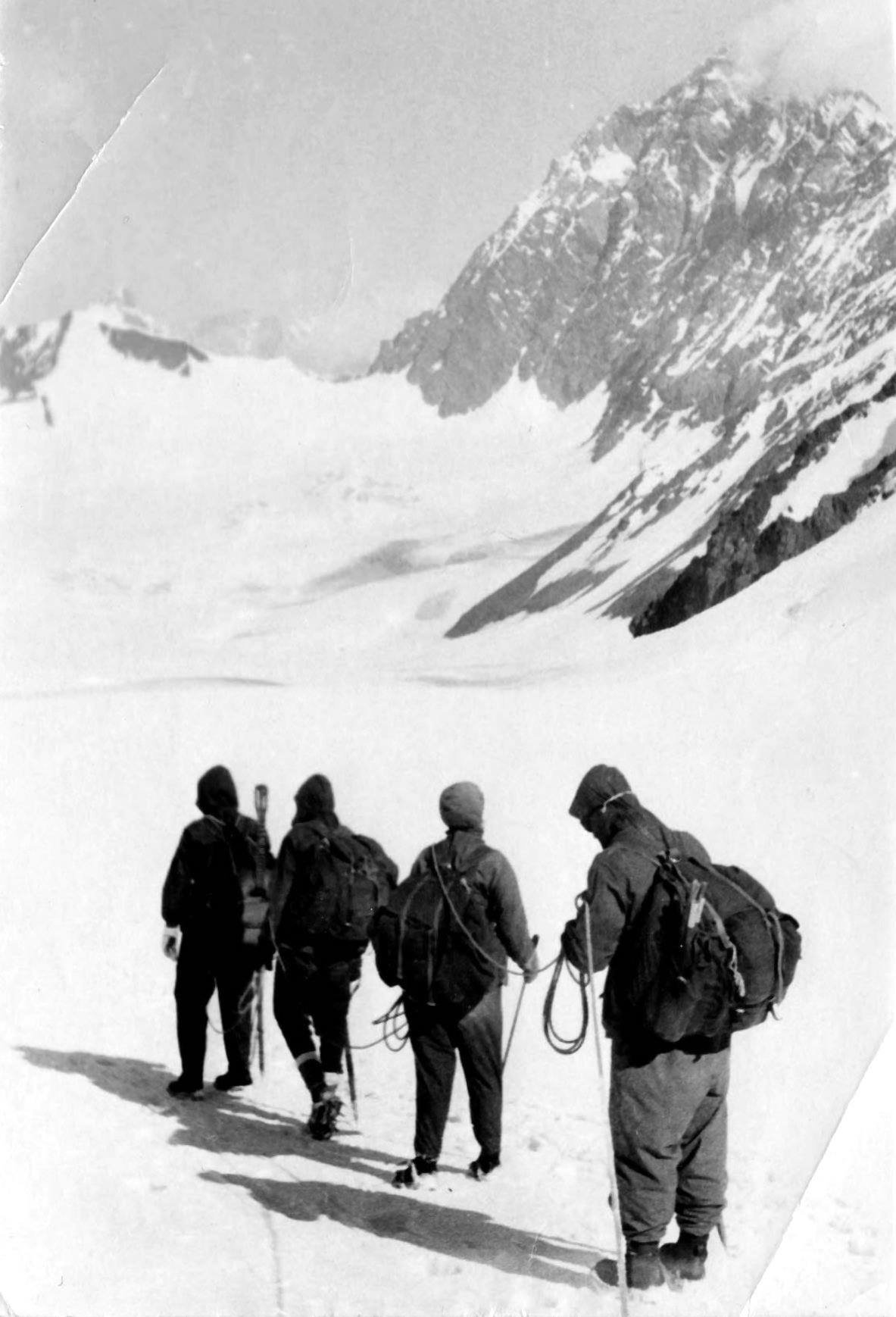
На шляху до перевалу Сімох, Кавказ, 1968 р. (Фото В.С.Білецького)
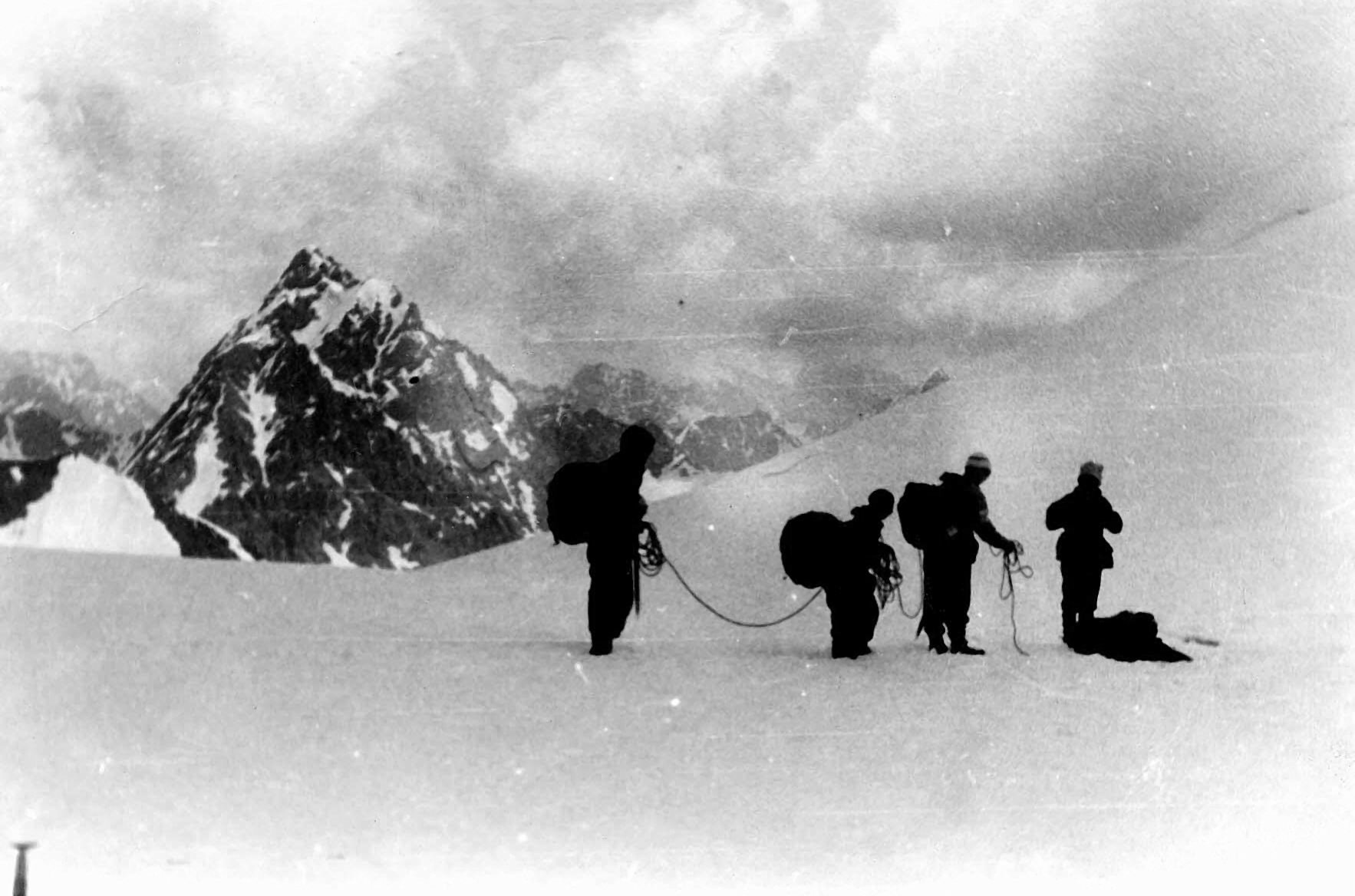
На перевалі Сімох, Кавказ, 1968 р.(Фото В.С.Білецького)
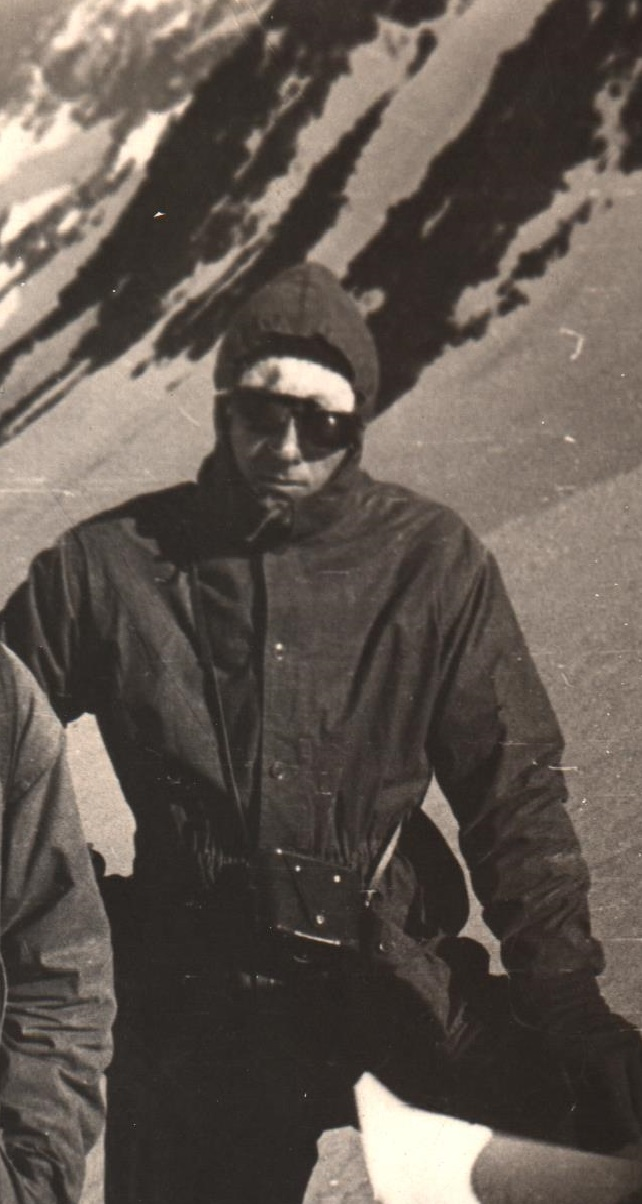
Кавказ. Район Верхній Цанер — Перевал Сімох. 1968 р.
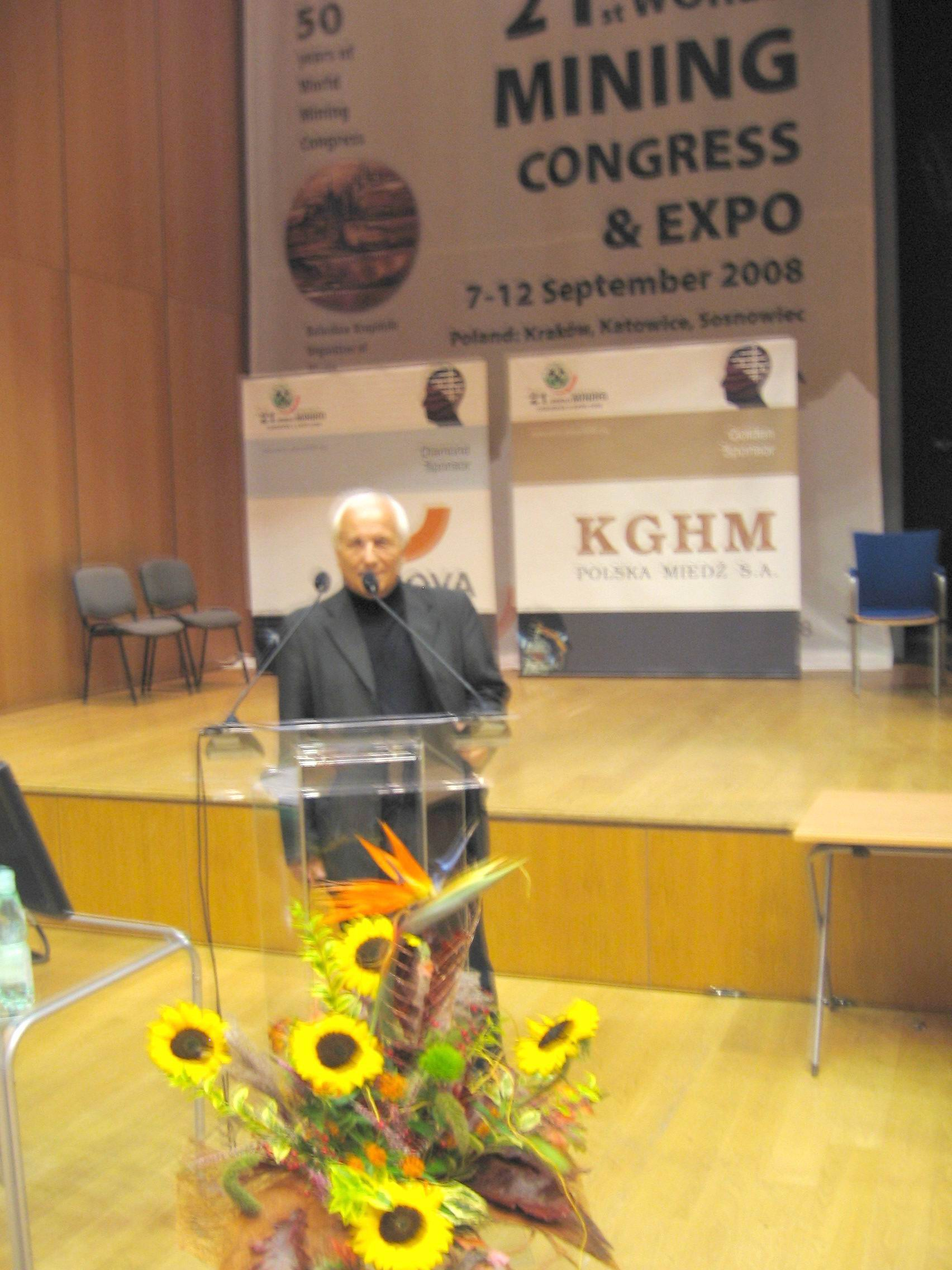
21-й Світовий гірничий конгрес, Краків, Польща. 2008 р.
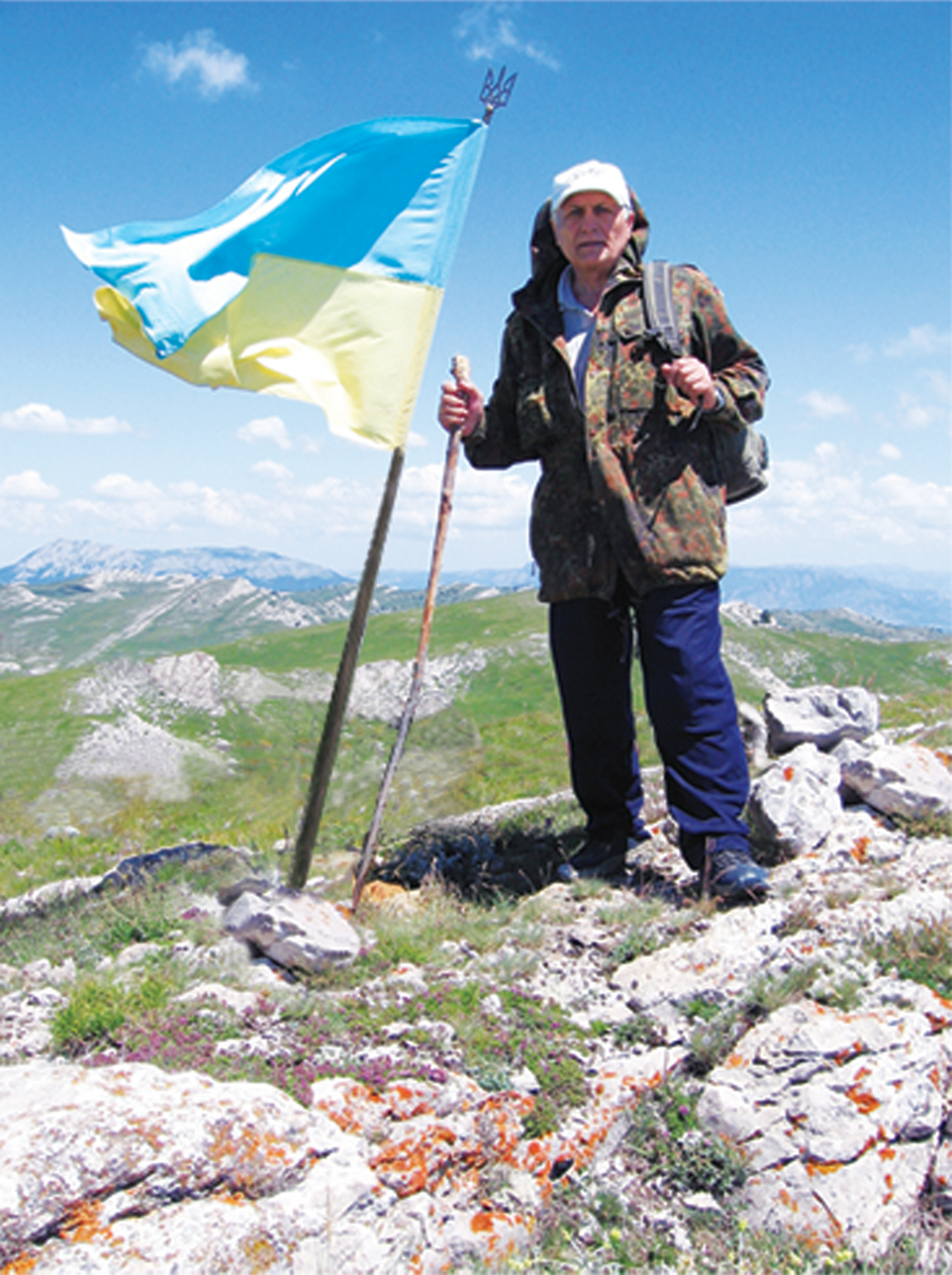
На вершині Зейтін-Кош. Кримські гори. Україна. 2010 р.
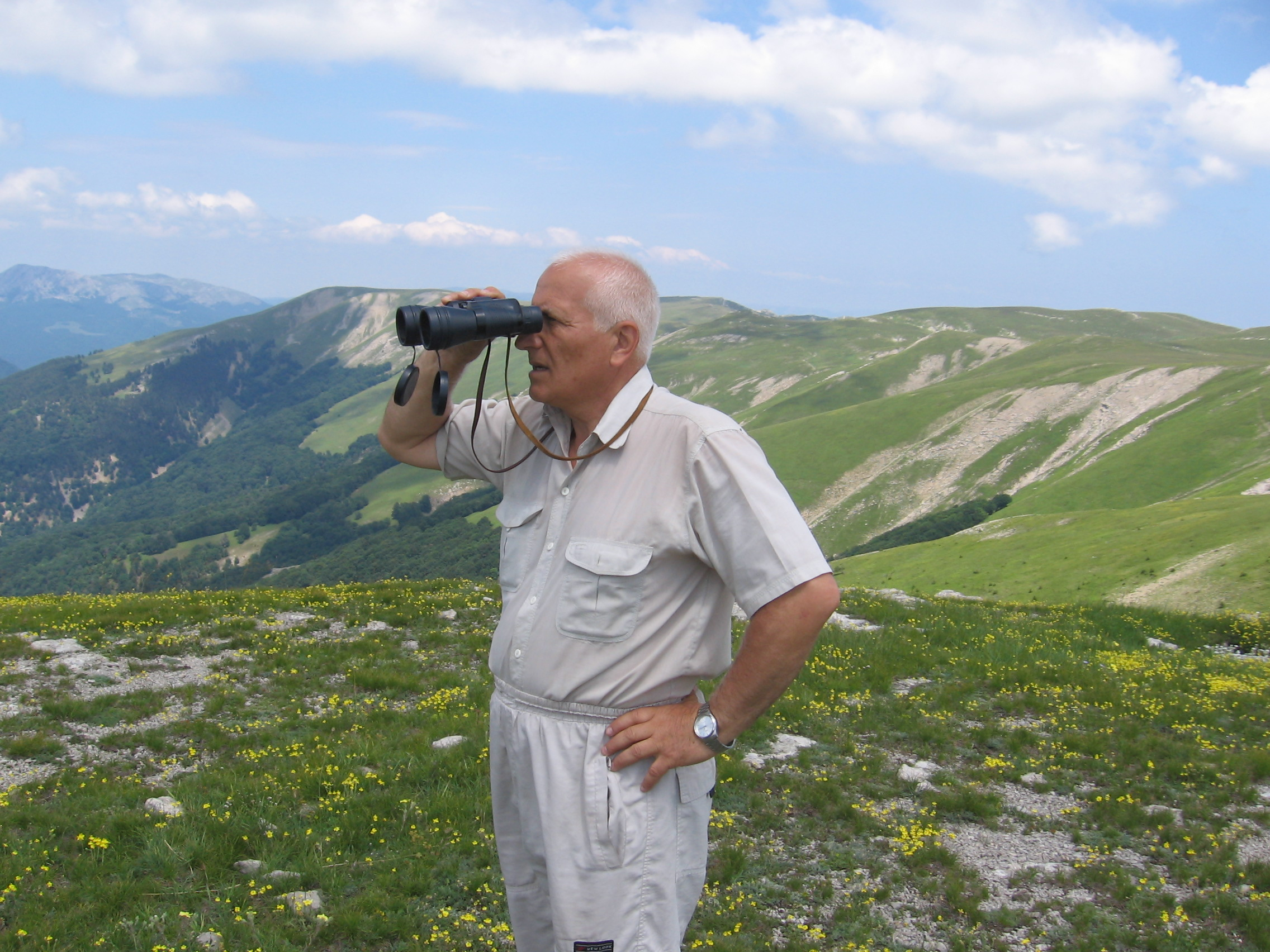
Білецький В.С. на г. Роман-Кош. Крим. Україна. 2015 р.
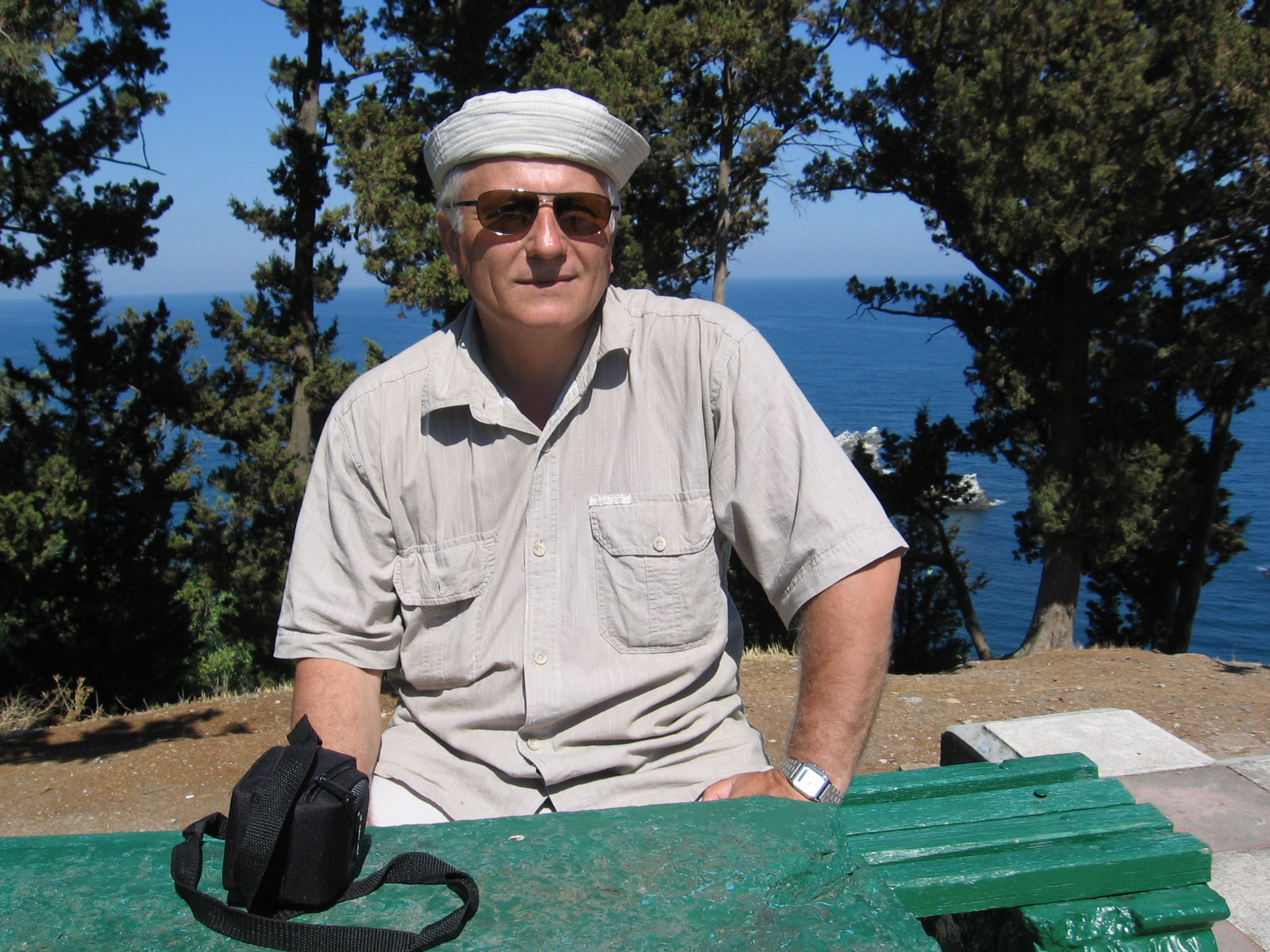
Південний берег Криму. Україна. 2015 р.
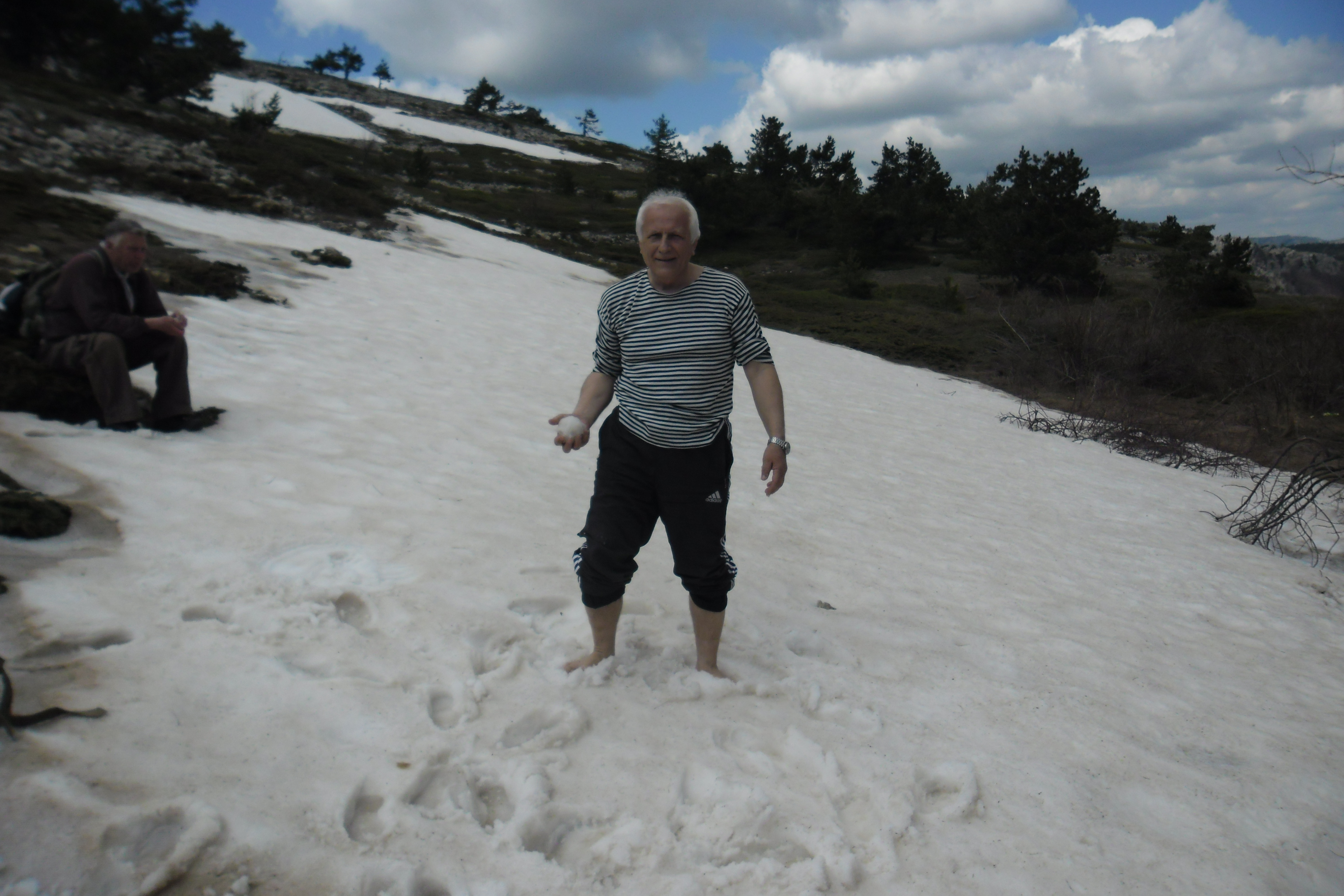
На сніжнику в Криму-2015. Ялтинська яйла. Україна.
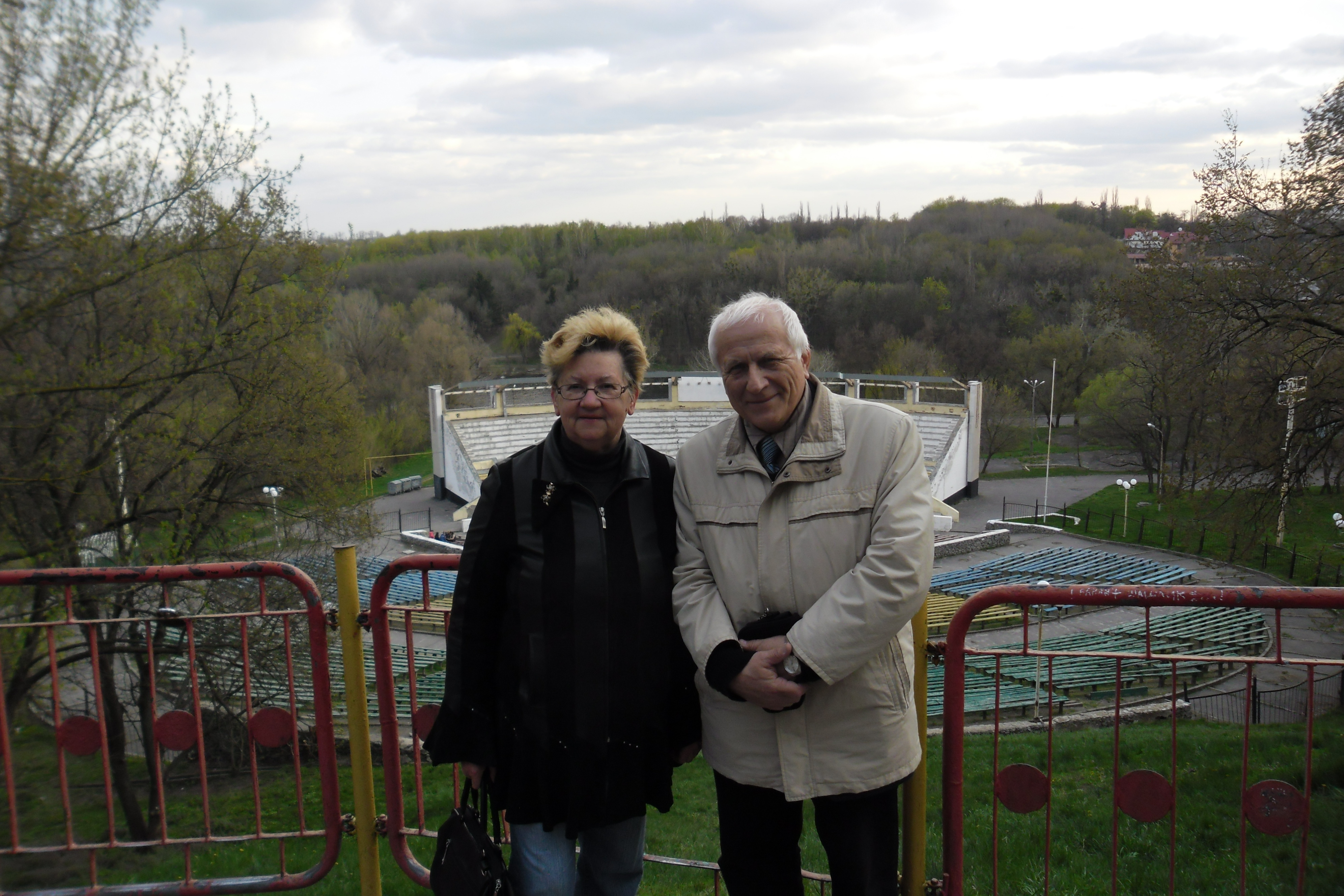
Подружжя Білецьких. 2015 р. Полтава. Україна.
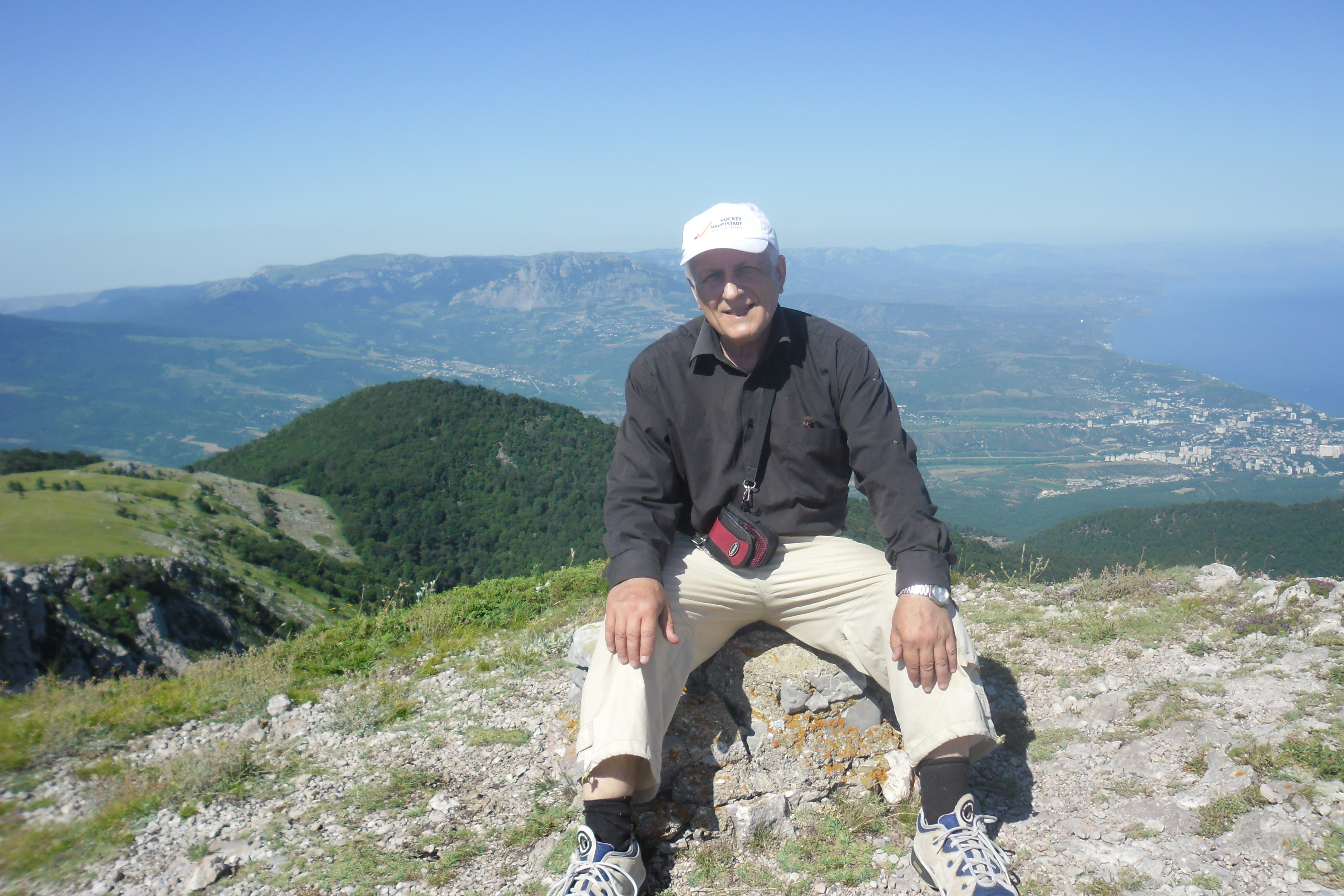
На Куш-Кая (Бабуган-Яйла). Крим. Україна. 2015 р.
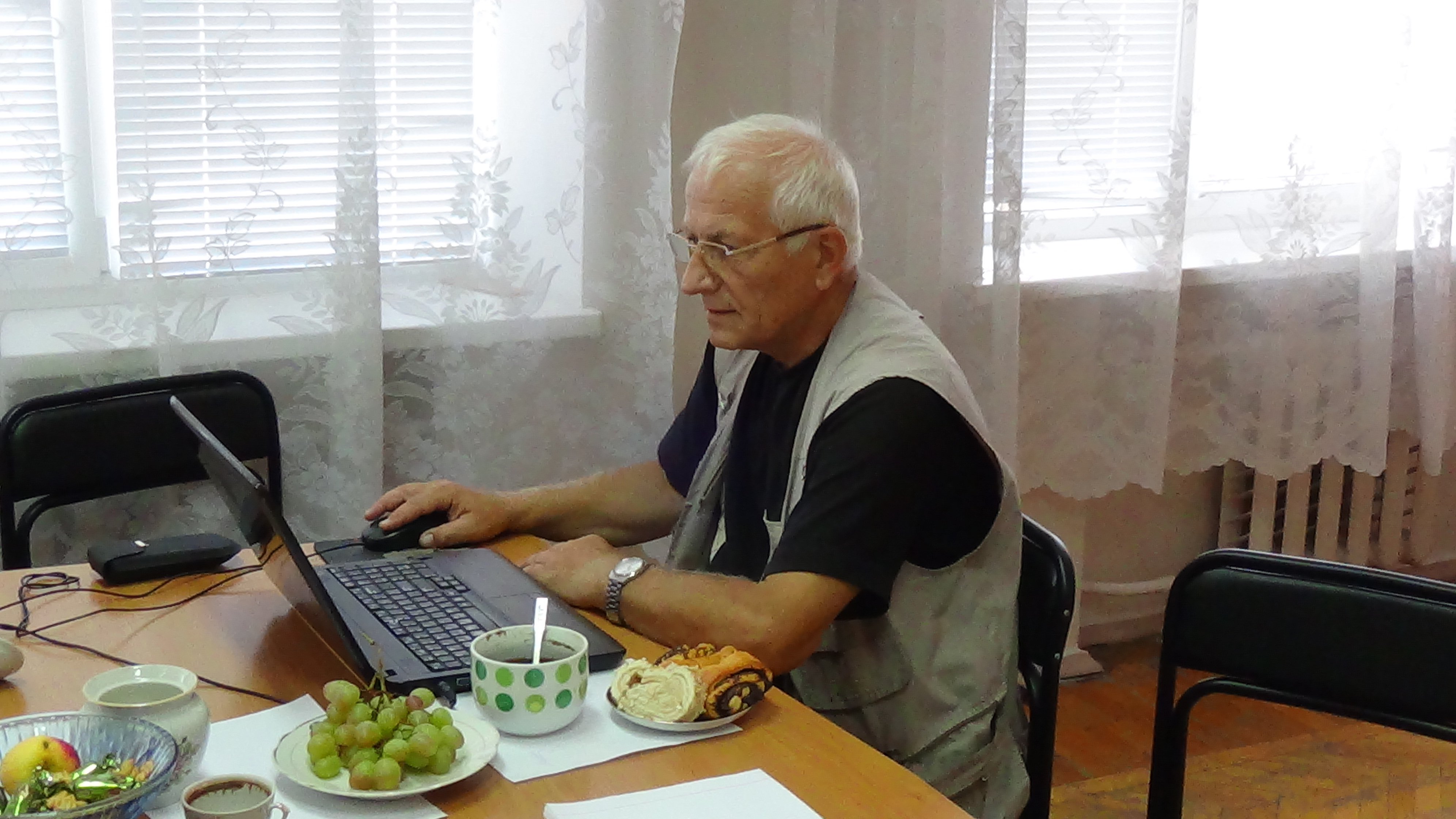
Білецький В.С. Запорізька обласна бібліотека. Україна. 2015.
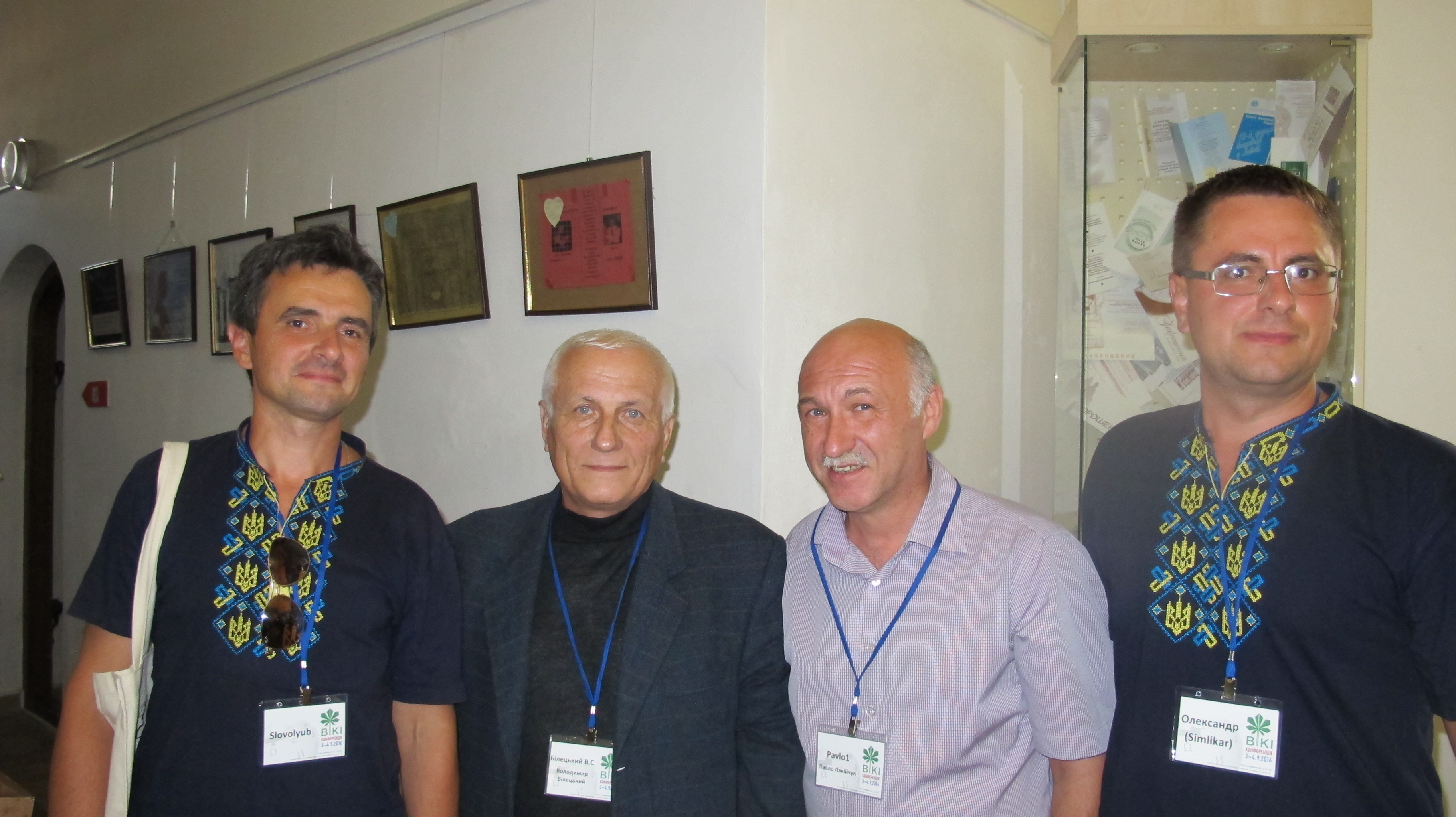
Білецький В.С. з колегами. Вікі Конференція. Київ. 2016 р.
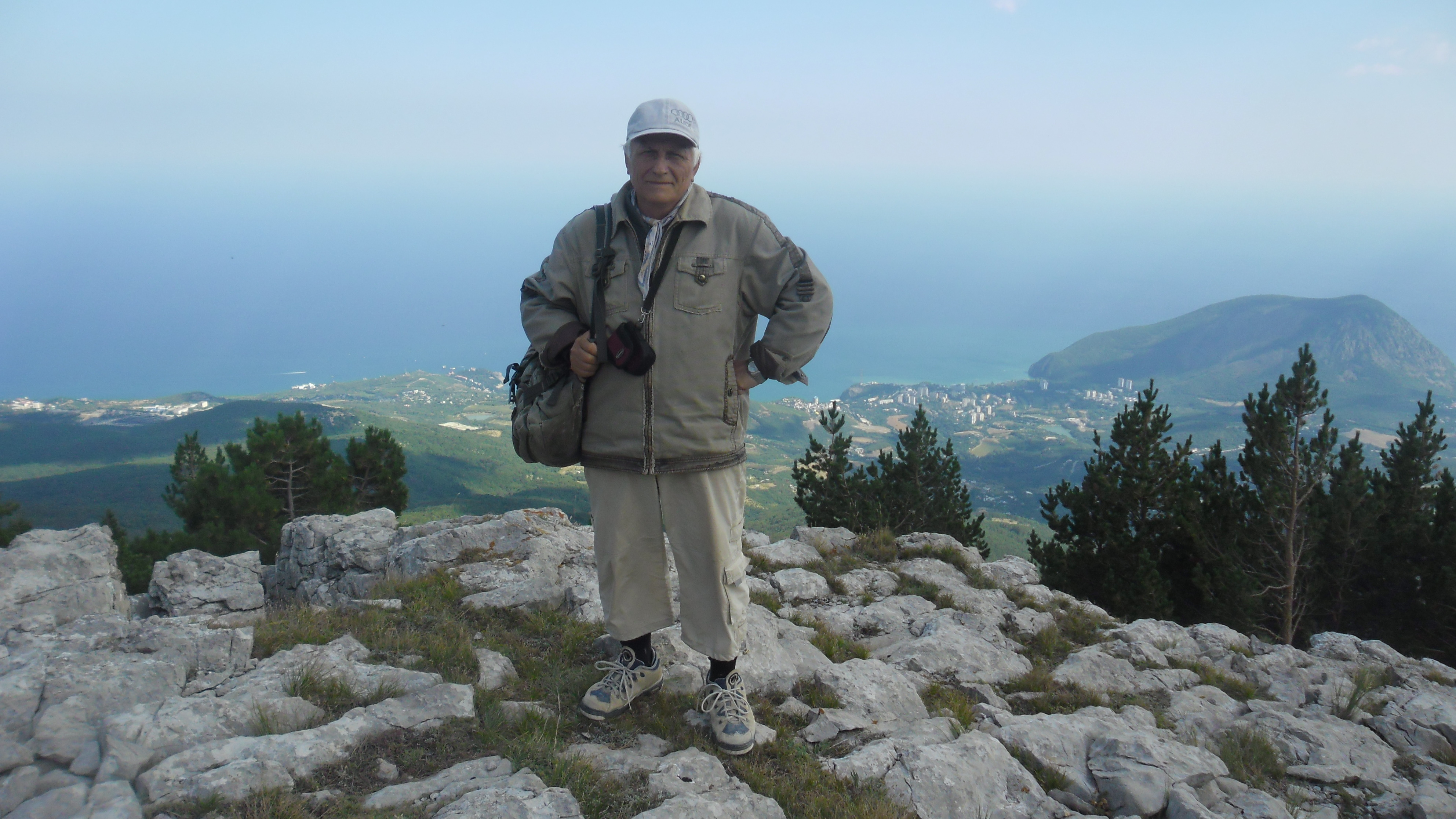
Білецький В.С. Бабуган-яйла. Крим. Україна. 2016 р.
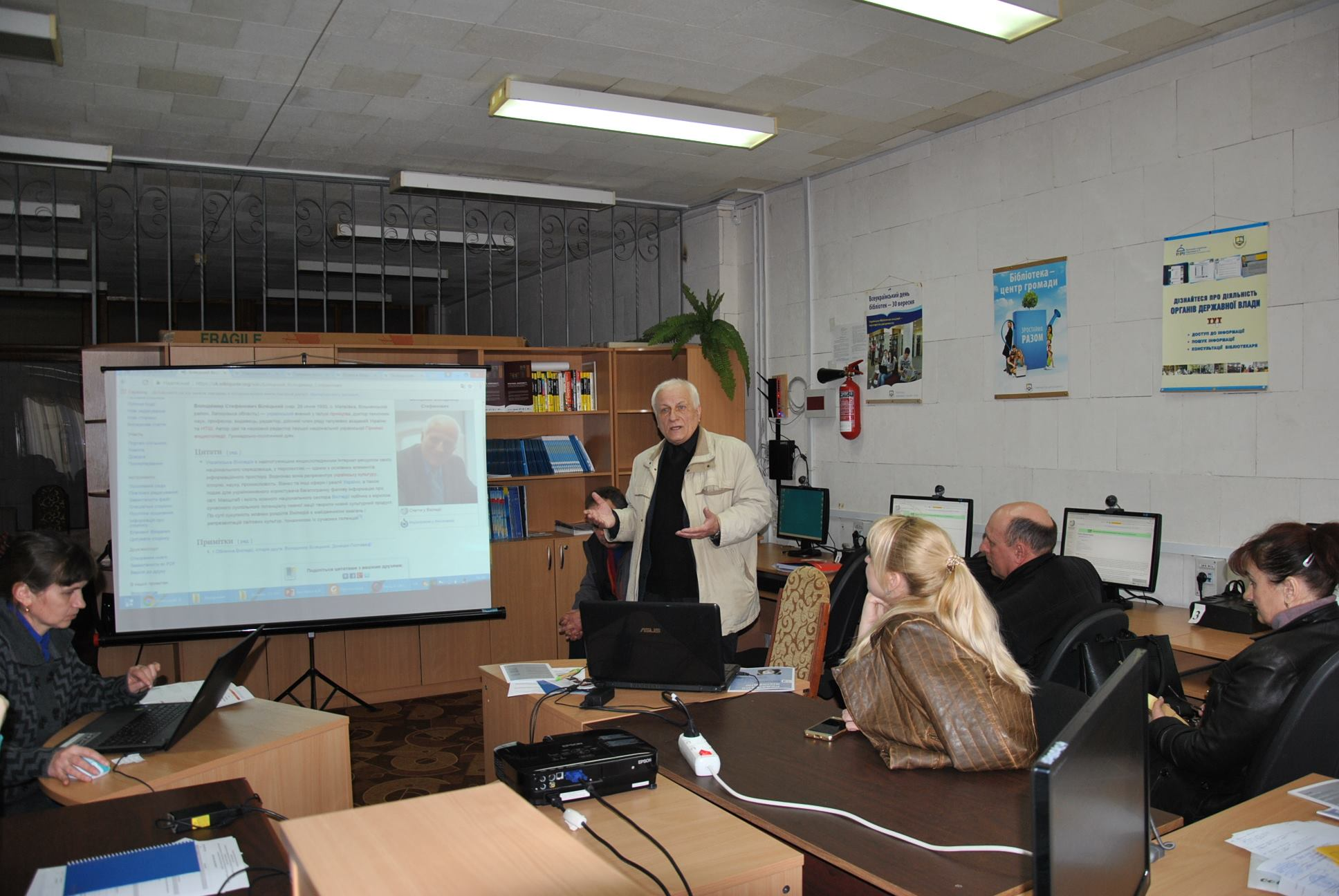
Вікітренінг у Полтаві 25-26.04.2017.
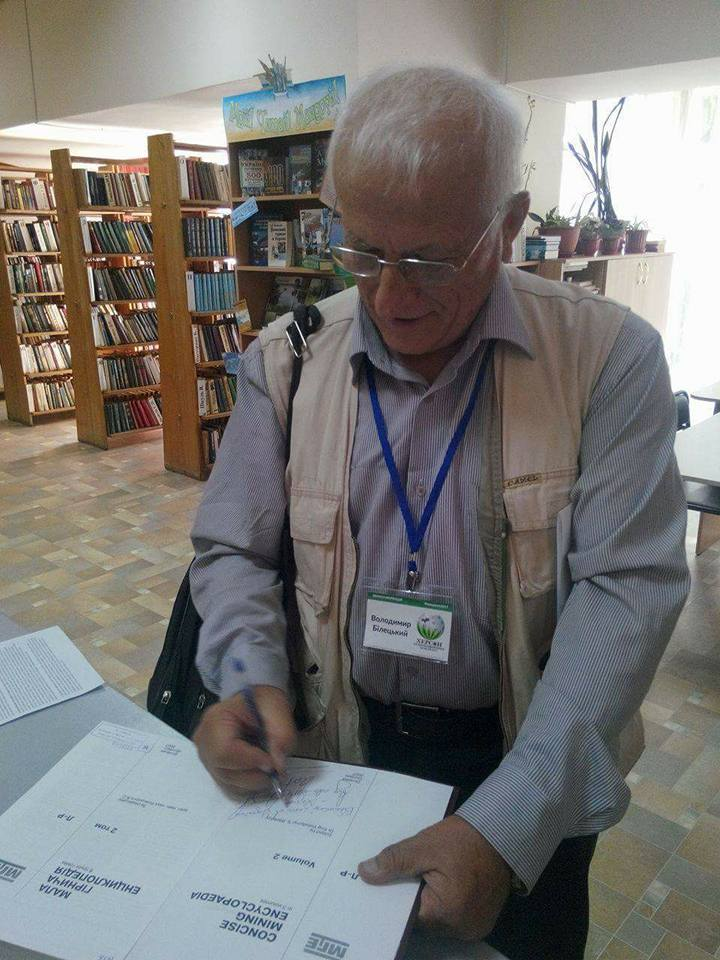
Центральна міська бібліотека імені Лесі Українки (Херсон, Україна) 25.08.2017 р.
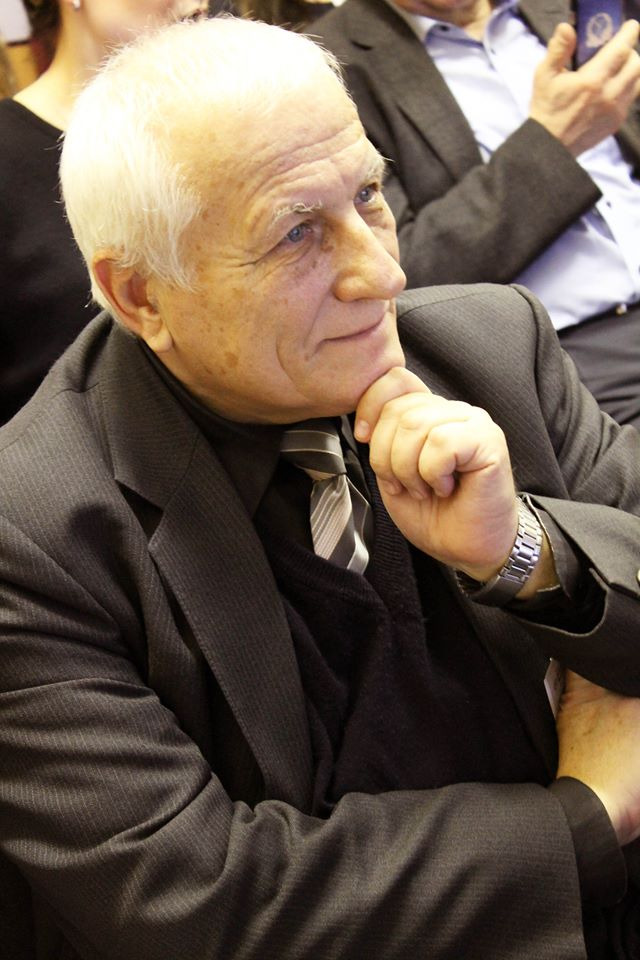
На Міжнародному баркемпі «Каразінський медіасимпозіум» Харків, Україна, 16 грудня 2017
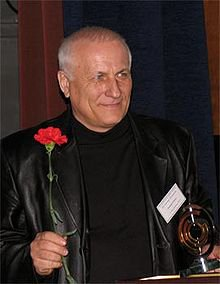
Професор В.С.Білецький на врученні нагороди «Експерт року-2007» Всеукраїнської експертної мережі у номінації «Економіка та технічні науки». Київ. Україна.
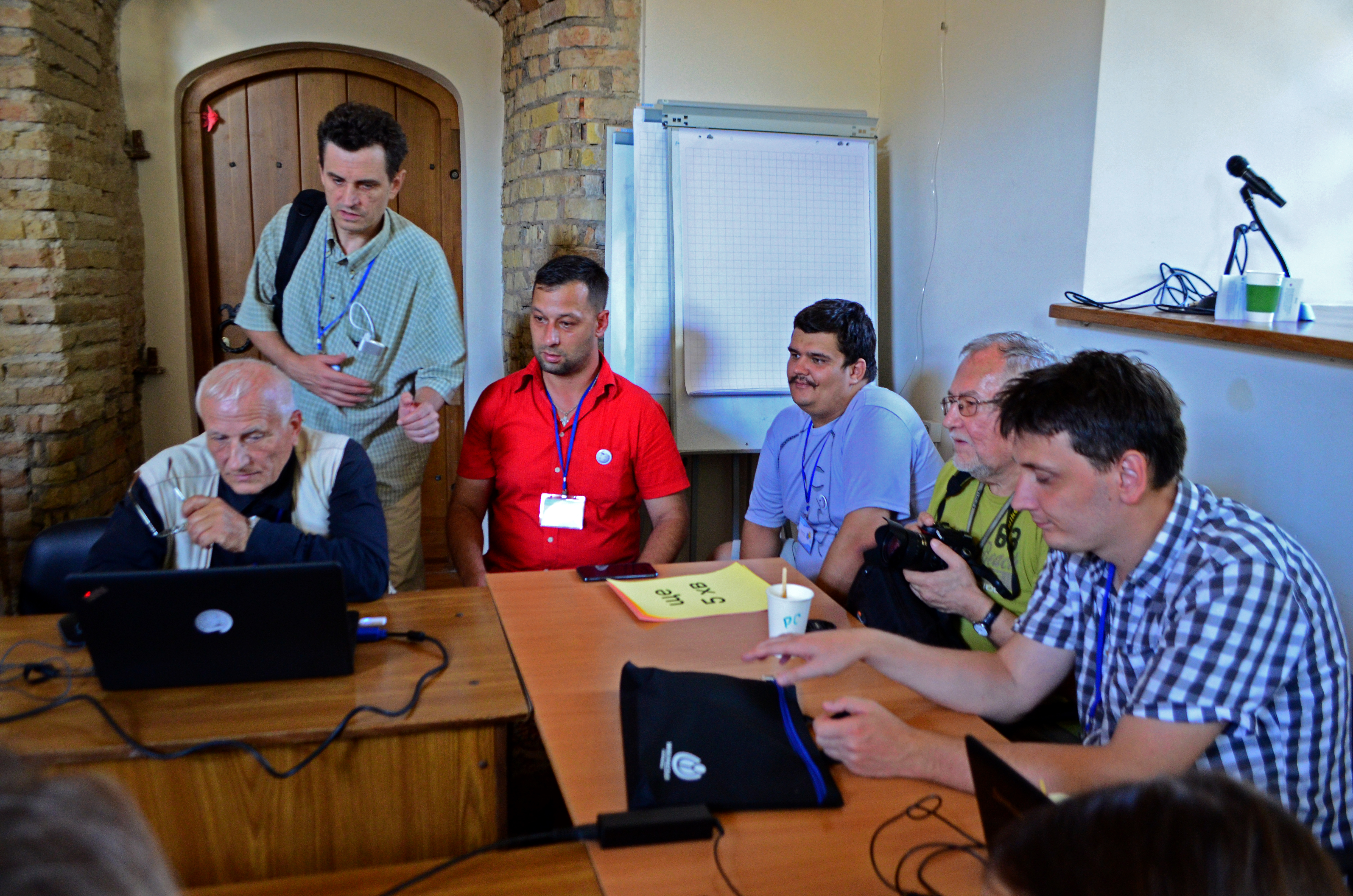
Вікіконференція 2018, Київ. Україна.
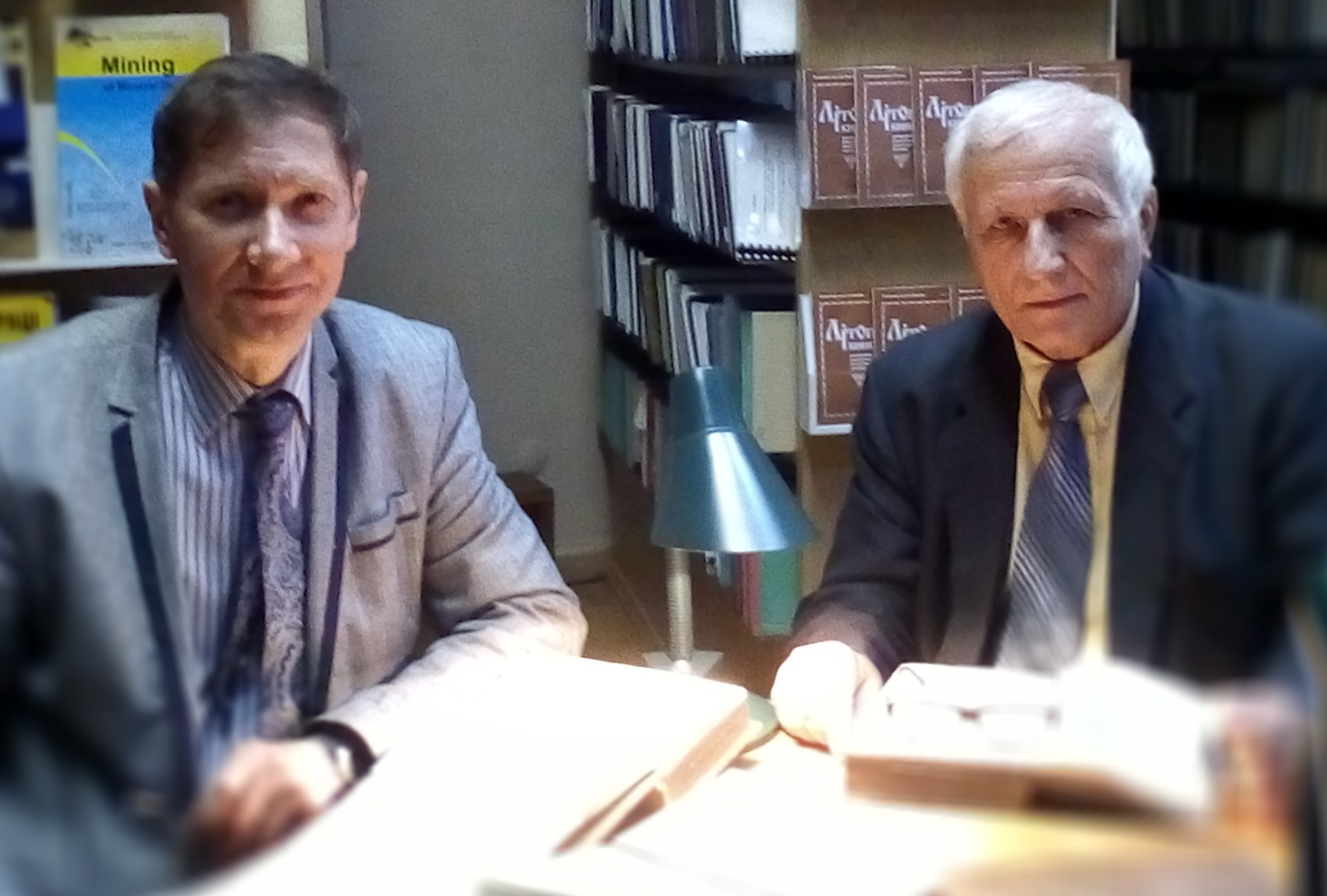
Травень-2019, м. Дніпро. Україна. "Дніпровська політехніка". Ліворуч - проф. Гайко Г.І.
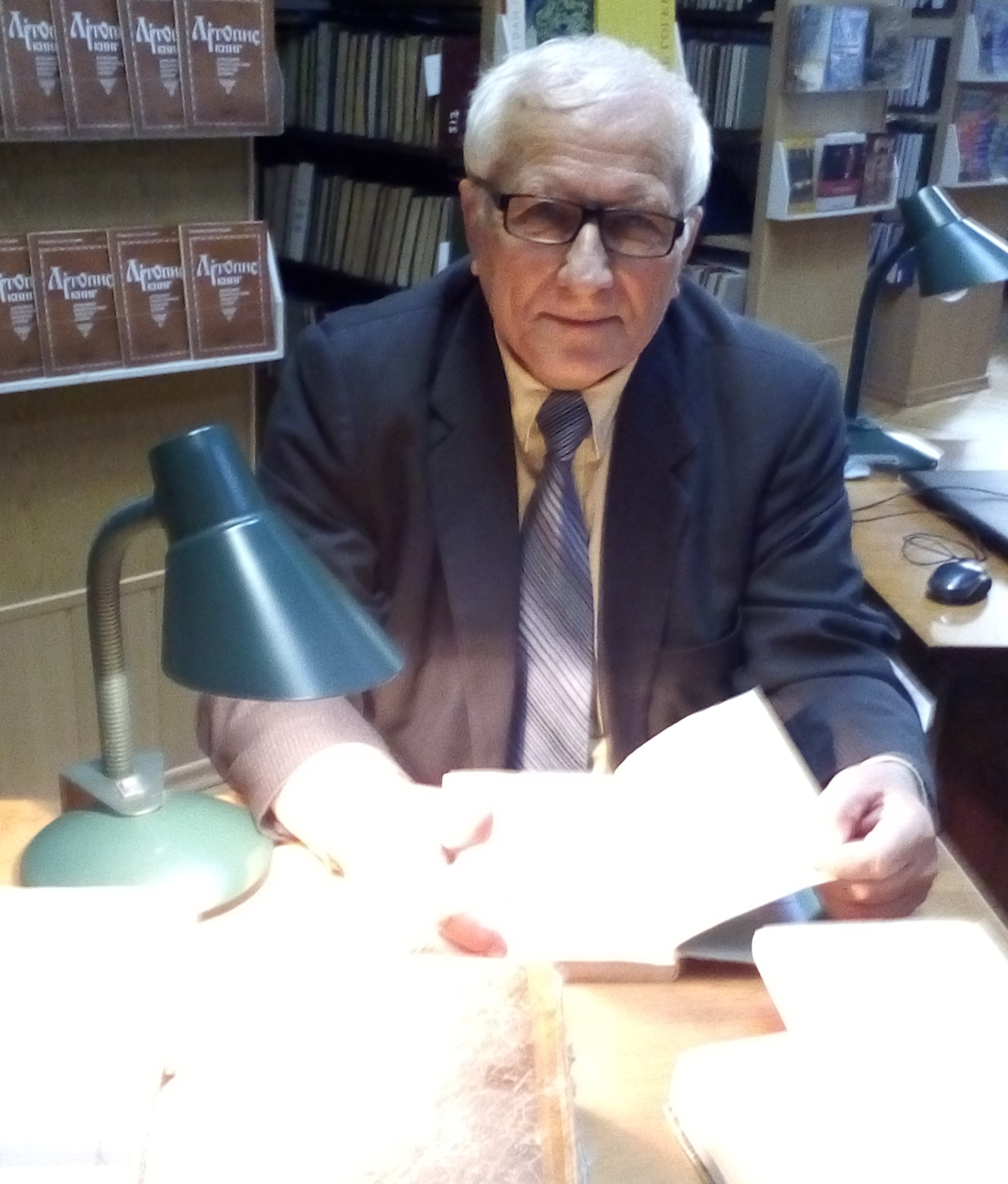
Травень-2019, м. Дніпро. Україна.  "Дніпровська політехніка".
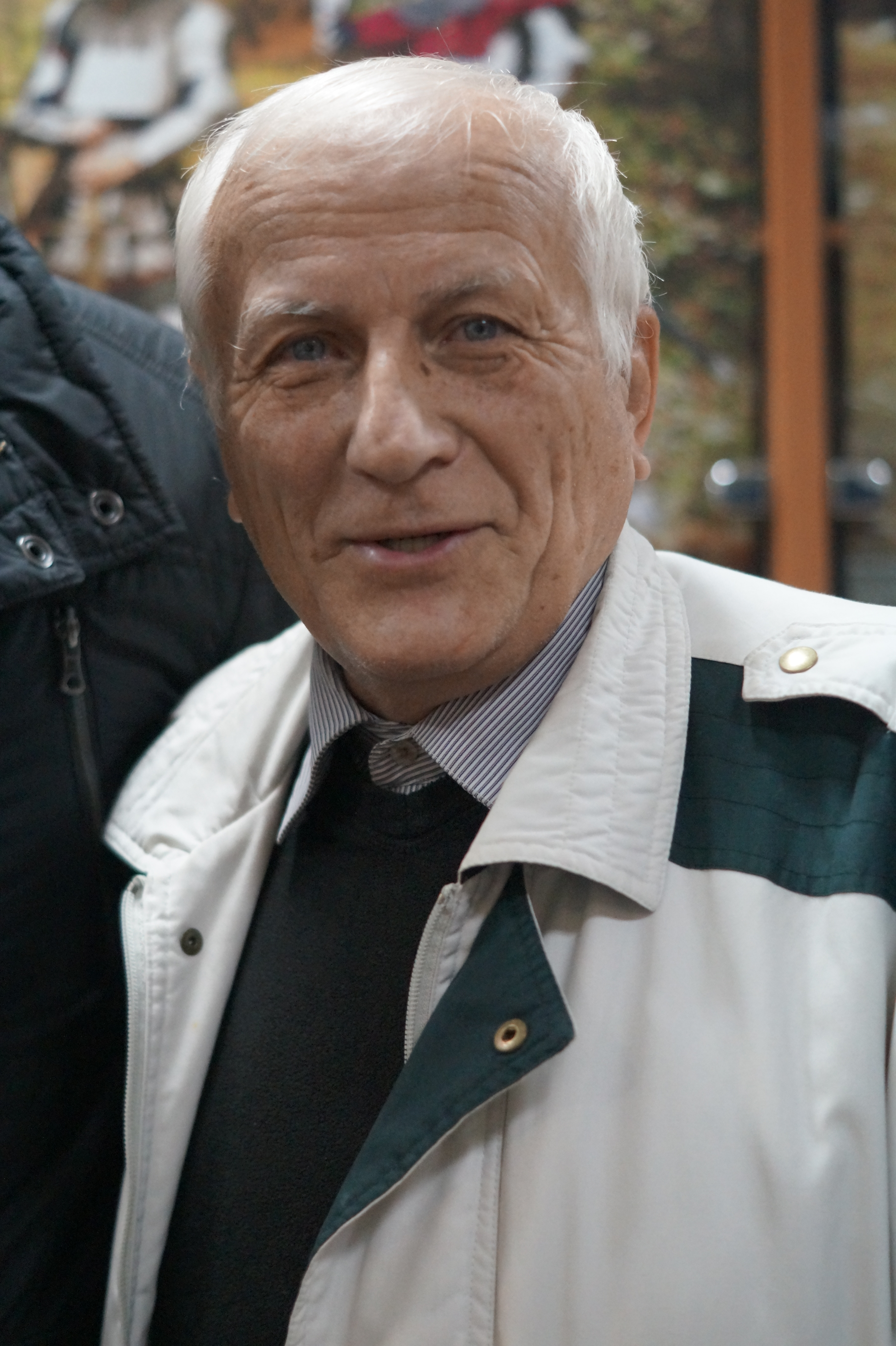
Вікі-Конференція у Харкові. Україна. Жовтень 2019 року.